# Jugoszlávizmus

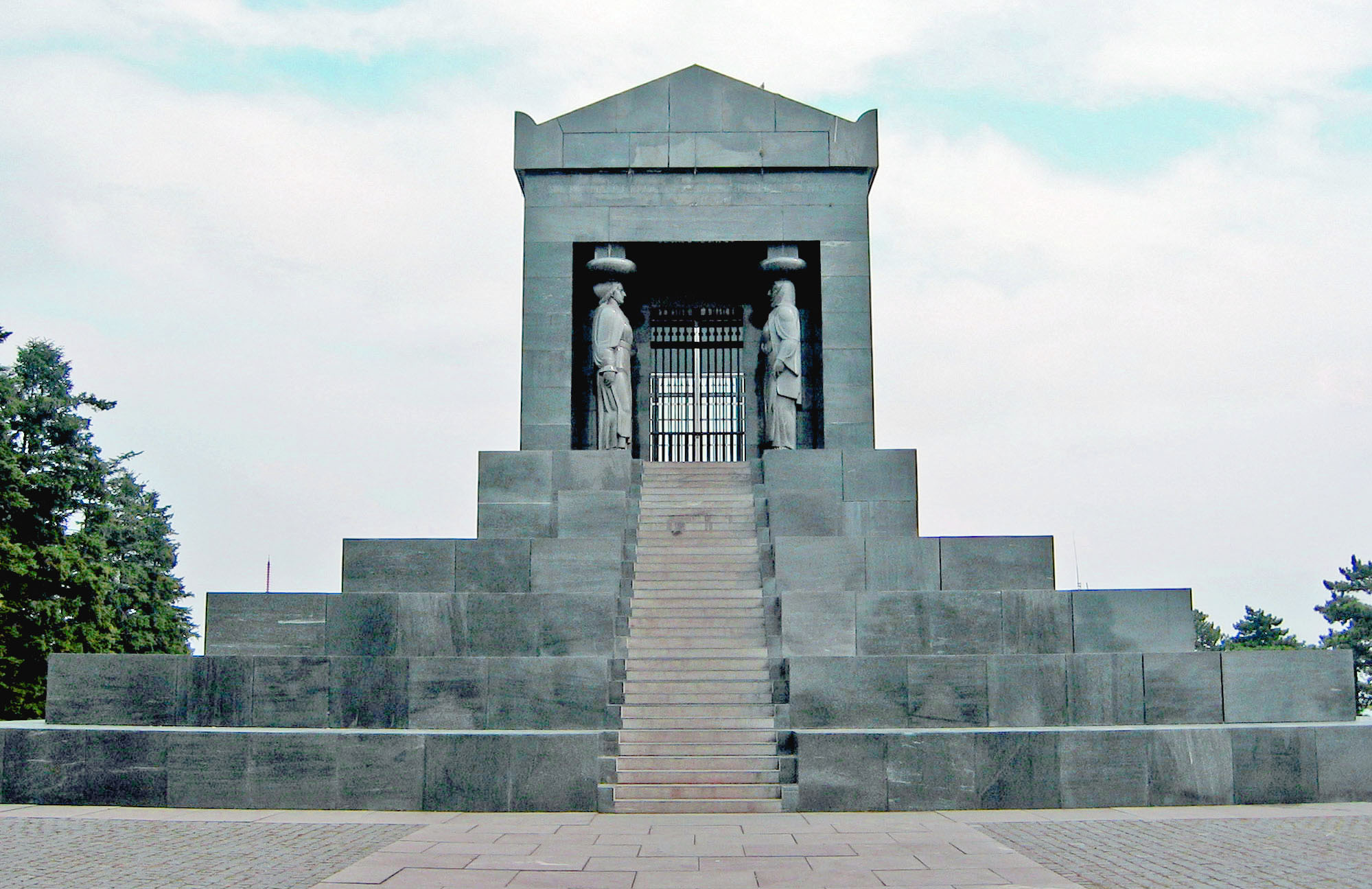
Az ismeretlen katona emlékműve a belgrádi Avala-dombon

A jugoszlávizmus, délszlávizmus, vagy jugoszláv nacionalizmus egy olyan ideológia, amely azt a felfogást hirdeti, hogy a délszlávok, azaz a bosnyákok, horvátok, macedónok, montenegróiak, szerbek és szlovének, de a még bolgárok is egyetlen jugoszláv nemzethez tartoznak, amelyet az eltérő történelmi körülmények, nyelvi és vallási megosztottság választ el egymástól. A két világháború közötti időszakban a Jugoszláv Királyságban a jugoszlávizmus vált uralkodóvá, és az ország hivatalos ideológiájává. A jugoszlávizmusnak két fő irányzata volt: a rezsim az egységes jugoszlávizmust részesítette előnyben, elősegítve az unitarizmust (egységre törekvést), a centralizációt és az ország etnikai csoportjainak egységes jugoszláv nemzetté való egyesülését, szükség esetén akár kényszerrel is. Ezt a megközelítést a királyságban beszélt nyelvekre is alkalmazták. Ennek fő alternatívája a föderalista jugoszlávizmus volt, amely a történelmi területek autonómiáját szorgalmazta egy föderáció és fokozatos egyesülés formájában, de külső nyomás nélkül. Mindkét irányzat egyetértett a nemzeti egység koncepciójában, amelyet a délszlávok stratégiai szövetségének kifejeződéseként fejlesztettek ki Ausztria-Magyarországon a 20. század elején. A jugoszlávizmus azt hirdeti, hogy a délszlávok egyetlen „fajhoz” tartoznak, „egyvérűek”, és közös nyelvük van, és ennek szempontjából közömbös, hogy a centralizmust vagy a föderalizmust választja-e eszközként.
A jugoszláv eszme gyökerei az 1830-as évek horvátországi illír mozgalmában rejlenek, amely az értelmiségiek egy csoportja a délszlávok egységét (akár az Osztrák Birodalmon belül, akár azon kívül) a németesedés és elmagyarosítás elleni védelemként fogta fel. Együttműködési tárgyalások kezdődtek szerb politikusokkal, és megtörtént a szerbhorvát mint közös nyelv Vuk Karadžić nyelvtudós általi egységesítése, korlátozott sikerrel. Az 1867-es osztrák–magyar kiegyezés után napirendre került a monarchia trialista alapon történő újjászervezésének igénye. A Balkánnak az Oszmán Birodalom és Ausztria-Magyarország általi irányítása azonban megakadályozta a jugoszláv eszmék gyakorlati megvalósítását egészen addig, amíg az 1912-es első Balkán-háborúban az oszmánokat ki nem szorították a Balkánról, és az első világháború utolsó napjaiban Ausztria-Magyarország fel nem bomlott. A szerb háborús céloknak a niši nyilatkozattal való közzétételével, az Ausztria-Magyarországon élő délszlávok képviseletére létrejött Jugoszláv Bizottság létrehozásával és az egyesülés elveiről szóló korfui nyilatkozat elfogadásával már a háború alatt megkezdődött a délszláv egyesülés előkészítése. A korábban a Habsburgok által uralt délszláv területeken az első világháború végén kikiáltották a rövid életű Szlovének, Horvátok és Szerbek Államát. Ennek vezetése elsősorban Szerbiával akart egyesülni szövetségi alapon, Szerbia pedig a központosított államot preferálta.

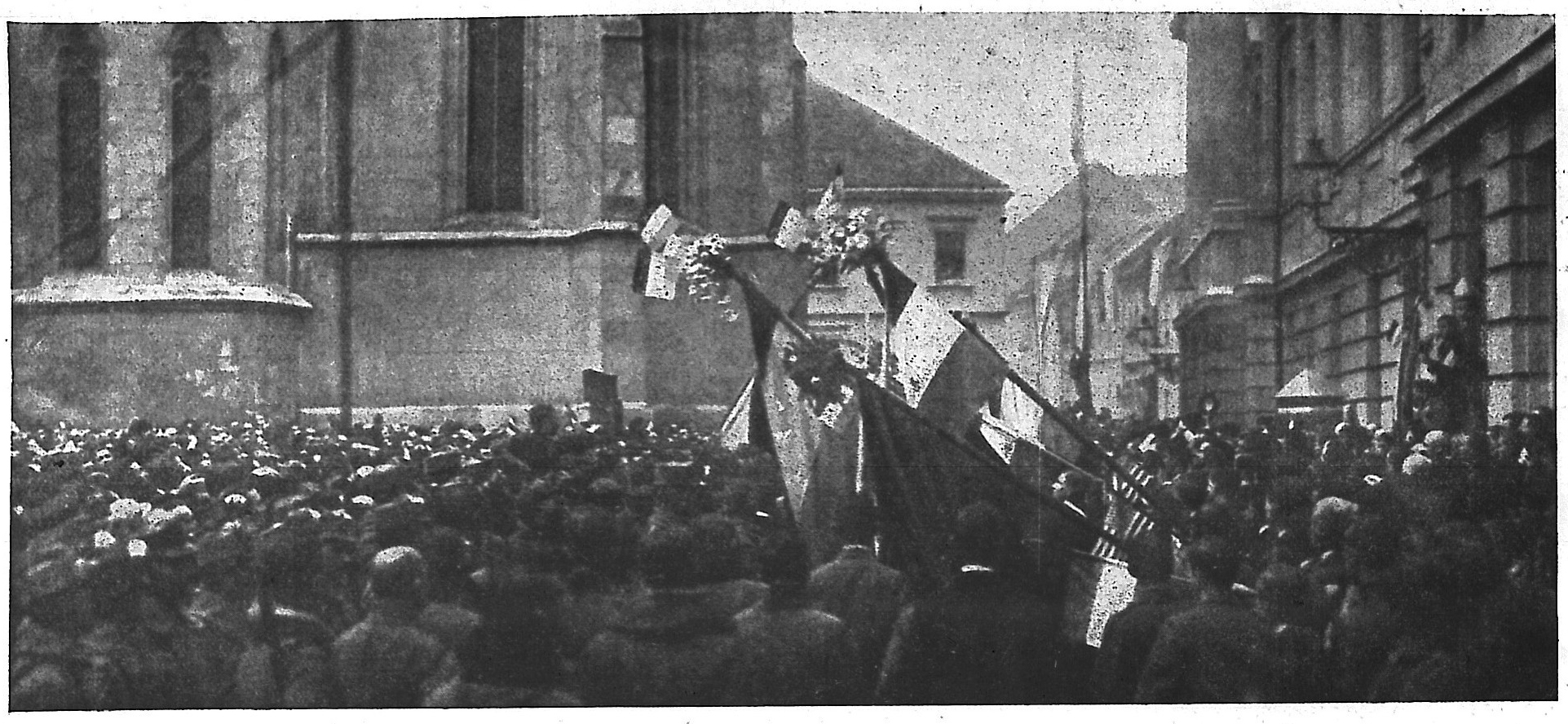
Ünnep Zágrábban a Szlovének, Horvátok és Szerbek Államának kikiáltásakor 1918. októberében

Az egyesülésre 1918. december 1-jén került sor, amikor kikiáltották a Szerb–Horvát–Szlovén Királyságot. Az új királyság létrejöttének első éveiben, ahogy az egyes politikai pártok azonosultak az ország bizonyos nemzeteivel, a politika egyre inkább etnikai jellegűvé vált. Hasonlóképpen az integrált jugoszlávizmus is összekapcsolódott a rezsimmel, és a kormány elleni politikai harc egyre inkább a (a rendszerrel azonosított) szerbek és a különböző etnikai csoportok – leggyakrabban a horvátok, mint a leghangosabb politikai ellenzék – közötti etnikai harcban nyilvánult meg. A szövetségek idővel változtak, és nem mindig voltak etnikai alapúak. Ezek nagymértékben függtek attól, hogy az érintettek a jugoszlávizmus milyen formáját fogadták el. Az új ország első néhány éve politikai vitáinak eredménye a sokak által illegitimnek tartott Vid-napi alkotmány, valamint a rezsim és az ellenzék által támogatott erőszak lett. Az állam 1939-ben, amikor a horvát ellenzéki vezetővel, Vladko Mačekkel a Cvetković–Maček-megállapodással megegyezésre jutottak, felhagyott az integrált jugoszlávizmussal. A rezsim megpróbálta egységesíteni a köznyelvet. A szerb-horvát szabványosítás hiánya azt a gyakorlatot eredményezte, hogy a hivatalos dokumentumokat a Szerbiában kedvelt e-ző kiejtésű ragozással, gyakran cirill betűkkel publikáltak, amelyeket a horvátok vagy a szlovének általában íráshoz nem használtak. A rezsim a szerb ortodox egyházat részesítette előnyben és ezzel egyidejűleg megpróbálta csökkenteni a katolikus egyház hatalmát a királyságban. Segítette az áttéréseket és a rivális egyházakat, és a szerb ortodox egyház tiltakozása miatt tartózkodott a Szentszékkel kötött konkordátum ratifikálásától. Az első világháború előtt a szintetikus jugoszláv kultúra nagyrészt a horvát művészekre és írókra korlátozódott. Közülük egy 1911-es római kiállítás alapján Ivan Meštrović lett a legkiemelkedőbb. Az egyesülés után kiábrándult művészek és írók elhatárolták magukat a szintetikus kultúrától.
A második világháború után a Jugoszlávia Kommunista Pártja (KPJ) irányította az országot. A KPJ egy erősen centralizált államban formálisan elkötelezte magát a föderalizmus mellett, elősegítve a szociáljugoszlávizmust és a „testvériség és egység” sokrétűen értelmezett fogalmát. Az 1948-as Tito–Sztálin-szakítás a KPJ-t a fokozatos decentralizáció felé lökte egészen az 1950-es évek közepéig, amikor jugoszláv kampány indult az irány megfordítására, ami vitához vezetett a decentralizáció szintjeiről. A centralista erők az 1960-as évek közepére vereséget szenvedtek. A horvát tavasz alatt és azt követően jelentős decentralizáció ment végbe. 1987-ben a szlovén értelmiségiek a szlovén identitás fő veszélyeként a jugoszlávizmust említették. Az általuk felvetett kérdések hozzájárultak a Jugoszlávia konföderációként való átalakítására irányuló 1990-es javaslathoz, valamint motiválták a Jugoszlávia felbomlását előidéző szlovén és horvát függetlenségi nyilatkozatokat.

## Háttér
A délszlávok a szláv népeknek a bolgárok, horvátok és szerbek alkotta alcsoportja, akik nemzeti identitása középkori államaik kollektív emlékezetével, jóval a modern nacionalizmus előtt alakult ki. A délszlávok közé tartoznak még a bosnyákok (azaz Bosznia-Hercegovina muszlim szlávjai), macedónok, montenegróiak és szlovének is. A 19. század elején a Balkánt felosztották az Osztrák és az Oszmán Birodalom között. Az Osztrák Birodalom a szlovén területeket, Horvát-Szlavónországot, a jelentős horvát lakosságú Dalmáciát, valamint a jelentős szerb lakossággal rendelkező Vajdaságot foglalta magában. Az Udvari Haditanács által ellenőrzött katonai határvonal elválasztotta a horvát és a szlavóniai királyságot egymástól és az oszmán területektől. Jelentős horvát és szlovén lakosság élt az Illír Királyságként szervezett Isztrián. Az Oszmán Birodalomban a 19. század elején kialakult a félig független Szerb Fejedelemség. A birodalomhoz tartozott a Boszniai vilajet, amely Szerbia és az Osztrák Birodalom közötti terület legnyugatibb része. Ott volt még Montenegró el nem ismert hercegpüspöksége is.

## Jugoszlávia megalakulása előtt

### Az illír mozgalom

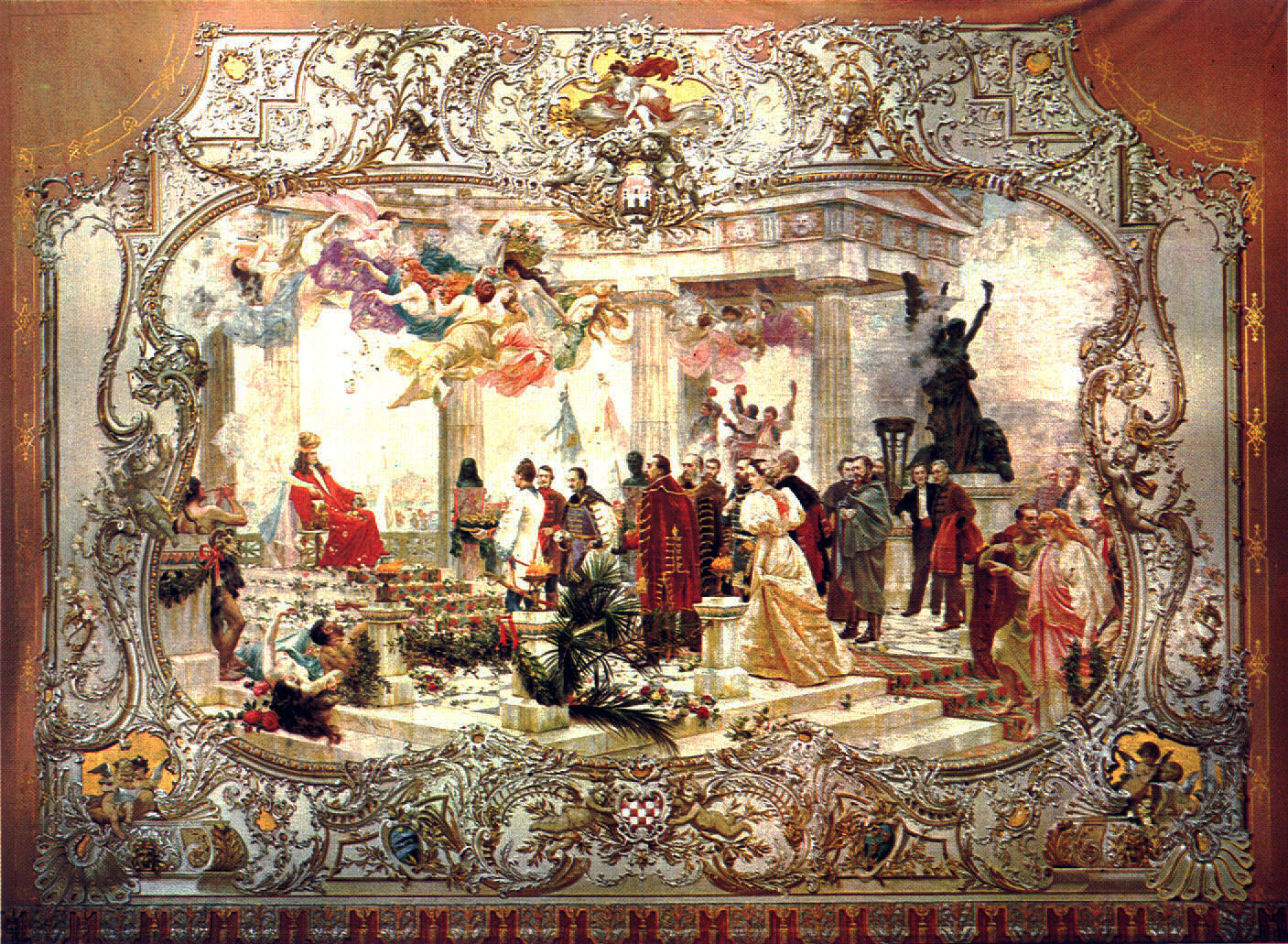
A horvát nemzeti újjászületés – A Horvát Nemzeti Színház függönyének képe Zágrábban, Vlaho Bukovac alkotása

A délszláv egység gondolata közel egy évszázaddal megelőzte Jugoszlávia megteremtését. A koncepciót először az 1830-as években, a Habsburg uralom alatt álló Horvátországban dolgozta ki a Ljudevit Gaj vezette horvát értelmiségi csoport. Az illír mozgalom tagjai úgy vélték, hogy a délszlávok a közös származás, a közös nyelv változatai és a saját államukban való élethez való természetes jog alapján egyesülhetnek. Azzal érveltek, hogy Horvátország történelme a délszlávok tágabb történetének része, és hogy a horvátok, szerbek, valamint potenciálisan szlovének és bolgárok egyetlen „illír” (ezt a szót semleges kifejezésként használva) nemzet részei. A mozgalom, elősegítve a horvát nemzeti identitást és az összes horvát tartomány integrációját az Osztrák Birodalomban kulturális mozgalomként indult. A „horvát tartományokra” való hivatkozást általában úgy értelmezték, mint a Horvátország, Szlavónia és Dalmácia Királysága, sőt néha Bosznia-Hercegovina egy része vagy egésze is ide tartozott. Tágabb cél az volt, hogy kell összegyűjteni az összes délszlávot egy nemzetközösségben a birodalmon belül vagy azon kívül. A mozgalom két irányzata horvát és jugoszláv nacionalizmus, vagy jugoszlávizmus volt., amely az elnémetesítés és az elmagyarosítás ellensúlyozására szolgált.

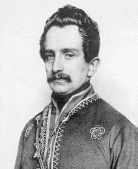
Ljudevit Gaj

 Az 1830-as és 1840-es években az illír eszmének nagyon kevés híve volt. Gyakorlatilag valamennyien horvát értelmiségiek – papok, hivatalnokok, művészek, diákok és katonák – voltak. 1910-re a Horvátországi Néppárt (NS) köré tömörültek, de a lakosság alig egy százalékát tették ki. A 19. század közepén szlovén területeken a korai szlovén nacionalisták közelebb érezték magukat csehekhez vagy oroszokhoz, mint a többi délszlávhoz, és a megoldásokat a Habsburg Birodalom megreformált keretei között keresték. A szerb-horvát együttműködés támogatottsága a folyamatos németesítésre adott reakcióként nőtt, de a legtöbb szlovén értelmiségi elutasította az illír elképzeléseket.

### Az egységes nyelv kialakítása
A középkor óta a horvátok három nyelvjárást beszéltek – a „mi” szó formáiról elnevezett ča, kaj és nyugati što nyelvjárást. A szerbek kettőt beszéltek – a keleti što és a prizren–timoki nyelvjárást. A 12. századtól a két što dialektus egyre jobban hasonlított egymásra, és jobban elkülönült a többi dialektustól. Gaj támogatta a szerb nyelvtudós, Vuk Karadžić gondolatát, miszerint a közös nyelv a nemzet alapja. Karadžić úgy vélte, hogy a szerbeket és a horvátokat egy közös helyesírás egyesítheti. Ennek a célnak a támogatására az illír mozgalom a što nyelvjárást választotta szabvány irodalmi nyelvként, mert szinte minden szerb beszélte. Ez szándékosan hozott áldozatot jelentett, mert a legjelentősebb illíristák a Zágrábban általánosan használt kaj nyelvjárást beszélték. 

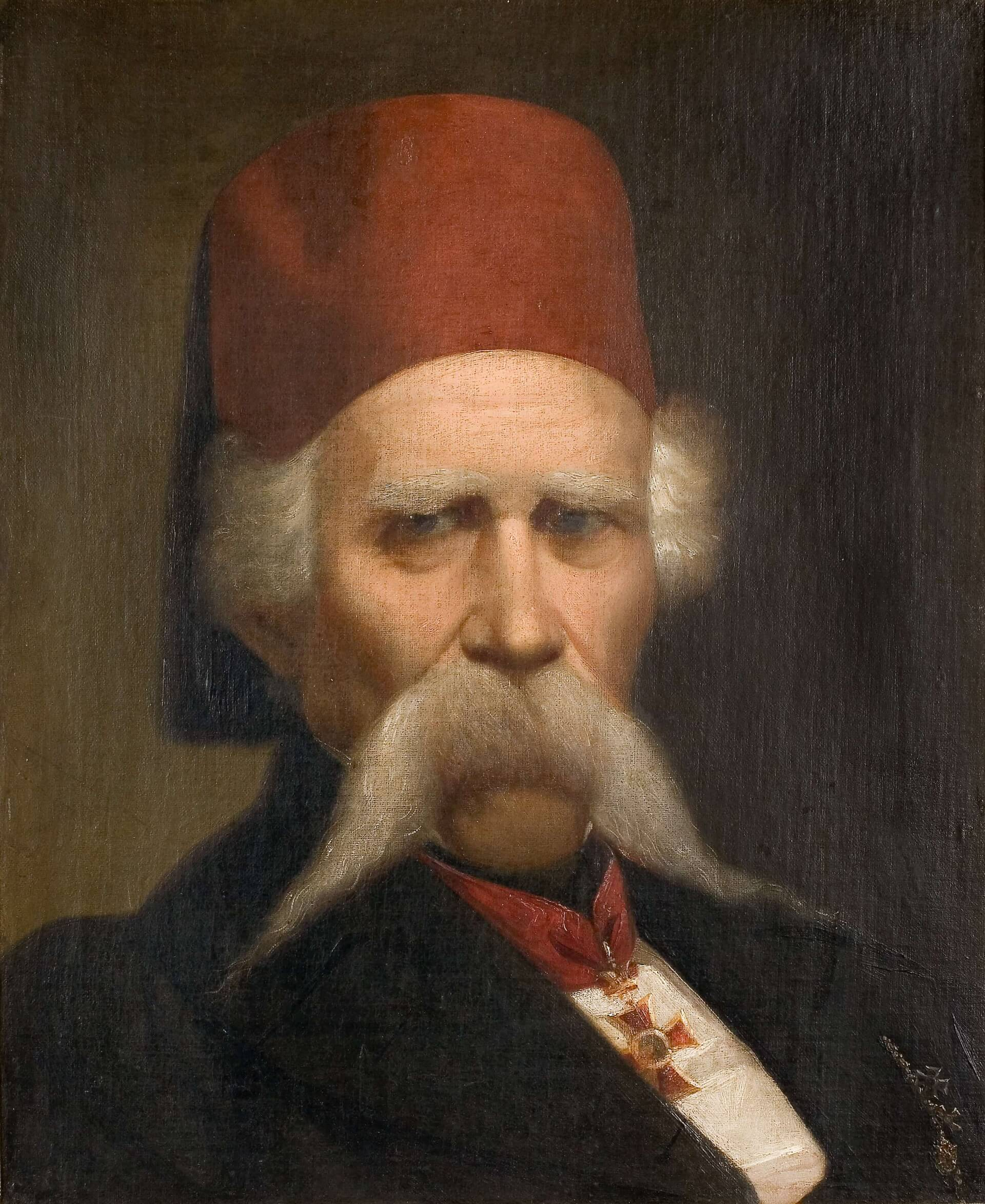
Vuk Karadžić – Aksentije Marodić festménye (1863)

 Ez vezetett a bécsi irodalmi megállapodáshoz a szerbhorvát nyelv, mint köznyelv szabványosításáról. Ez olyan meghatározásokat is eredményezett, hogy a szerbek keleti ortodox horvátok, a horvátok pedig római katolikus szerbek, valamint hogy a muszlim szlávok tulajdonképpen  iszlamizált szerbek vagy horvátok – tagadva a „rivális” etnikai csoportok létezését. A megállapodás ellenére az illír mozgalom hívei további négyre évtizedig nem fogadták el a Karadžić által javasolt szabványt.
Gaj nyelvi alapú nemzetmeghatározását a horvátok nem fogadták el általánosan. A Jogok Pártja (SP) alapítója, Ante Starčević úgy vélte, hogy az államok létezése nemzetek létét eredményezi. Starčević példaként az ilyen nemzetépítésre Franciaországot és Angliát említette. Az állam, mint a nemzet alapja gondolatát a horvát államjog koncepciójával összahangban alkalmazta a horvátokra. Josip Frank, Starčević utódja az SP élén amellett érvelt, hogy a nemzetek eltérő faji vonásokkal rendelkeznek, és szerbellenes álláspontotra helyezkedet. Az illíristák nemigen találtak támogatást a Habsburg Birodalomban élő szerbek között, mivel azok, a Szárd Királyságnak az olasz egyesülésben játszott szerepéhez hasonlóan, Szerbiát tekintették a délszláv egyesülés magvának. A szerb értelmiségiek többsége elvetette a módosított što nyelvjárást. mondván, hogy az fenyegetést jelent a liturgikus egyházi szláv nyelvre és elutastották a Gaj-féle, a horvátok által ajánlott latin ábécét is, emlékeztetve a horvátokat, hogy a valódi szláv ábécé a cirill írásban használt ábécé. 1913-ban a szerb irodalomkritikus Jovan Skerlić kísérletet tett szerbhorvát helyesírási szabályzat megalkotására. Azt javasolta, hogy a horvátok fogadják el a „keleti dialektust”, míg a szerbek hagyják el a cirill írásmódot. A terv vegyes fogadtatásban részesült Horvátországban, és a háború kitörésekor elvetették azt.

### A 19. századi Szerbia és a jugoszláv eszme

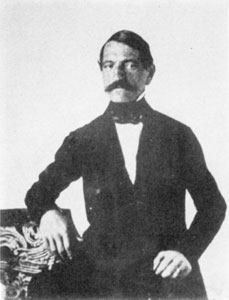
Ilija Garašanin írt Nagy-Szerbia létrehozásáról, és Josip Juraj Strossmayerrel együtt dolgozott egy oszmánellenes délszláv állam megalapításáért

A vajdasági szerbek az illír eszmék helyett a „de facto” független Szerbiával való szorosabb kapcsolatokat, illetve az ahhoz való csatlakozást részesítették előnyben. Szerbia azonban kezdetben elbátortalanította irredentizmusukat, annak érdekében, hogy megőrizze jó kapcsolatait Ausztriával. Az 1860-as években Mihály szerb fejedelem egy oszmánellenes koalíció létrehozása keretében, Josip Juraj Strossmayer római katolikus püspökkel és Ilija Garašanin szerb külügyminiszterrel megállapodott abban, hogy erőfeszítéseket tesznek egy Ausztriától és az oszmánoktól független délszláv állam létrehozására. A tervet, mely a délszlávok lakta területek egyesítését szorgalmazta az olasz „risorgimento” ihlette. Ez a délszláv állam északon Karintiáig, Karnioláig és Dél-Stájerországig, délen pedig Albániáig, Bulgáriáig és Trákiáig terjedt volna. A tervet leginkább a Horvátország körüli, Ausztria-Magyarországhoz tartozó, és az Oszmán Birodalom délszláv régiói, valamint a Szerbia körüli délszláv területek egyesítésének elősegítésére használták. A tervet Mihály meggyilkolása és az 1867-es osztrák-magyar kiegyezés után elvetették.
Mivel a Szerb Királyság az 1878-as berlini szerződés révén kivívta a függetlenséget, a jugoszláv eszme irrelevánssá vált az országban. Szerbia az 1912-es első balkáni háború előtt monoetnikus állam volt, és a szerb nacionalizmus csak a szerbeknek (illetve azoknak tartott) egy államba való bevonására törekedett. Strossmayer és Franjo Rački püspökök munkáját egy Nagy-Horvátország megalapításának terveként fogta fel. Ugyanakkor Szerbia terjeszkedése érdekében az állami vezetésre nyomást gyakorolt a szerbek egy csoportja, melyet a Szerb Királyi Hadsereg tisztjeiből létrehozott Fekete Kéz néven ismertek. Ők hajtották végre az 1903-as májusi puccsot hatalomra juttatva a Karađorđević dinasztiát, majd nacionalista akciókat szerveztek Montenegró, Koszovó, Macedónia, Horvátország, Szlavónia, a Szerémség, a Vajdaság és Dalmácia területén. Mindez Garasanin 1844-es „Načertanije” című értekezésén alapult, amely az Oszmán Birodalom visszaszorítását és Nagy-Szerbia megalakítását szorgalmazta, annak érdekében, hogy megelőzze orosz vagy osztrák terjeszkedést a Balkánon, és az összes szerbeket egyetlen államban egyesítse.

### A trialista átszervezés terve

Az Osztrák-Magyar Monarchia trialista átszervezésének terve 1905-ből

Míg az illíristák 1850-re elérték azt a célt, hogy felkeltsék a horvát nemzeti tudatot, máshol kudarcot vallottak. Az 1850-es években az NS, Strossmayer és Rački az illír eszme mellett álltak. A „Drang nach Osten” (német keleti kolonizáció) félelmében úgy vélték, hogy a németesedésnek és a magyarosításnak csak más szlávokkal, különösen a szerbekkel való egység révén lehet ellenállni. Horvátország, Szlavónia és Dalmácia egyesítését szorgalmazták, hogy a Háromegy Királyságot kiterjesszék a Habsburg Birodalomban (illetve az 1867-es kiegyezés után Ausztria-Magyarországban), élő délszlávokra is, mielőtt azok egy szövetség vagy konföderáció keretében a többi délszláv államhoz csatlakoznának. A különféleképpen meghatározott horvát vagy délszláv területek javasolt konszolidációja olyan javaslatokhoz vezetett, hogy a trializmus Ausztria-Magyarországon helyet adjon egy déli, a Magyar Királysággal egyenrangú szláv államnak. Horvátországot és Szlavóniát a Katonai határőrvidékkel kiegészítve 1881-ben Horvát-Szlavónországként konszolidálták. Ennek ellenére a megosztottság Szent István Koronájának Országai, a monarchia magyar része között megmaradt, míg Dalmácia és Isztria az osztrák Ciszlajtánia része volt. Az 1908-ban Magyarország által annektált Bosznia-Hercegovinában jelentős horvát lakosság is volt. Ezeknek a trialista átszervezéssel történő egyesítése a horvát-szlavón politika központi kérdésévé vált.

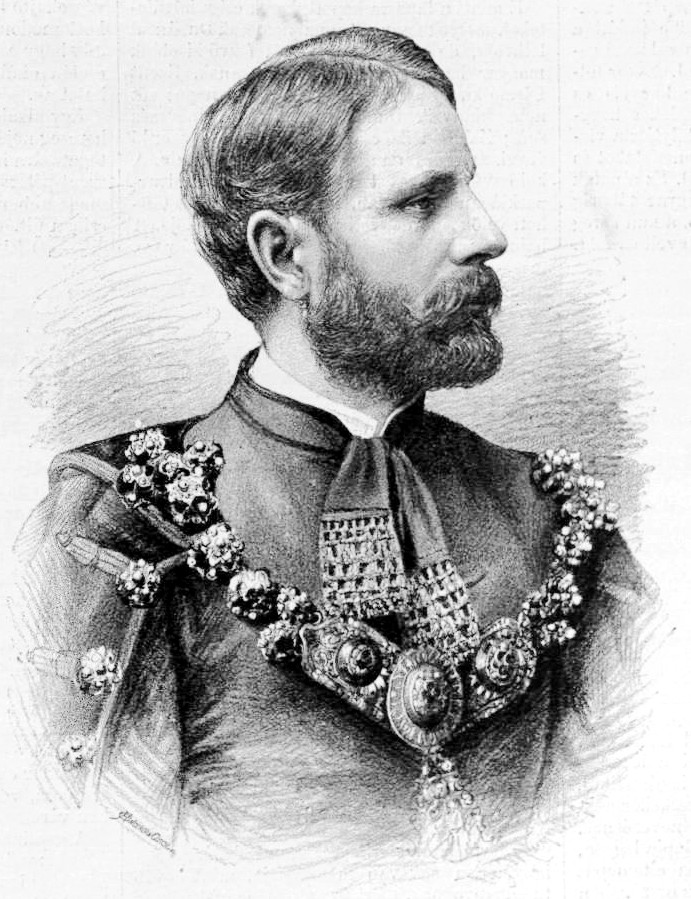
Khuen-Héderváry Károly horvát bán

Kállay Béni, Bosznia-Hercegovina magyar kormányzója az etnikai és vallási különbözőségek figyelmen kívül hagyásával az itt élő népekre bevezette a bosnyák fogalmat.  Kállay terve a bosnyák nyelv szabványosítása volt. Kulturális, társadalmi és politikai szerepe kulcsfontosságú volt az osztrák-magyar uralom megerősítésében. Kállay nyelvpolitikája egybeesett a bécsi irodalmi megállapodás által meghatározott és Khuen-Héderváry Károly horvát bán közigazgatása által az 1890-es években Horvát-Szlavónországban formálisan bevezetett helyesírási normákkal. Ugyanakkor a nyelvi különbségek nőttek, amikor a belgrádi szóhasználaton alapuló e-ző beszéd átvételével a szerb szabvány eltávolodott a Karadžić által javasolt formától. A változást az osztrák uralom bosznia-hercegovinai kezdete és az ebből következően a szerb politikai prioritások irányváltása indukálta. A prioritás Macedónia lett, és az e-ző nyelvjárás alkalmasabbnak bizonyult a térségben való terjeszkedésre. Bosznia-Hercegovinában az osztrák-magyar uralom alatt, az iszlám lakosság kulturális és vallási autonómiájának megőrzésére kifejlődött vallási közösség lemondott a nacionalista tervekről. A világi boszniai muszlim értelmiség, muszlim horvátoknak vagy iszlám hitű szerbeknek tartva magát, horvátbarát és szerbpárti csoportokra oszlott. 1878–1903-ban erős ellentét alakult ki a szerbek és a horvátok között, Nagy-Szerbia illetve a Háromegy Királyság létrehozásának terve mentén összetűzésbe került Bosznia-Hercegovina szerb vagy horvát ellenőrzésének kérdése. Ezt az összecsapást Héderváry kihasználta és fokozta, akinek oszd meg és uralkodj politikája fokozta a kölcsönös ellenségeskedést. Ebben az időszakban mindezek a jugoszláv eszmék támogatottságának csökkenését is eredményezték.

## A két hatalom szétesése

### Eltérő koncepciók
A 20. század első két évtizedében a különböző horvát, szerb és szlovén nemzeti programok eltérő, egymásnak ellentmondó vagy egymást kizáró formákban vették át a jugoszlávizmust. A jugoszlávizmus a délszláv politikai egység létrehozásának sarkalatos gondolatává vált. A legtöbb szerb az elképzelést egy másik néven Nagy-Szerbiával vagy egy olyan eszközzel azonosította, amely az összes szerbet egyetlen államba tömöríti. Sok horvát és szlovén számára a jugoszlávizmus megvédte őket a horvát és szlovén identitásuk és politikai autonómiájuk megőrzését veszélyeztető osztrák és magyar kihívásokkal szemben.

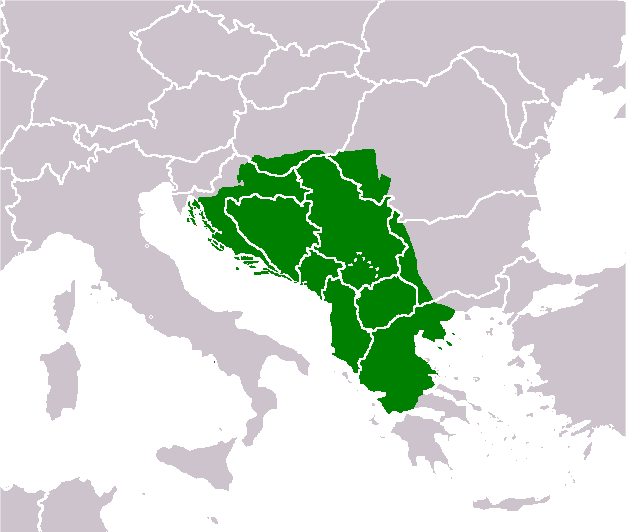
A Nagy-Szerbia hívei által igényelt területek a mai Délkelet-Európa térképére vetítve

A politikai unió hívei a jugoszlávizmus különböző formáit követték. A két fő kategória az unitarista vagy integrált jugoszlávizmus és a föderalista jugoszlávizmus volt. Az előbbi tagadta a különálló nemzetek létezését, és egyetlen jugoszláv nemzet bevezetésével akarta felváltani azokat. Egyes források különbséget tesznek az unitaristák és integralisták között is. Szerintük az unitaristák úgy vélik, hogy a délszlávok egyetlen etnikai egység, de tartózkodnak az aktív egyesüléstől – ellentétben az integralistákkal, akik aktívan dolgoznak a jugoszláv nemzet egyesítésén. A föderalisták elismerték a külön nemzetek létezését, és egy föderáción vagy más rendszeren keresztül, amely különböző délszláv nemzetek számára politikai és kulturális autonómiát biztosít, egy új politikai unióban kívánták befogadni őket. Egyes források mint az áljugoszlávokként azonosítanak egy a jugoszlávizmus koncepciójához kapcsolódó csoportot is, akik taktikailag egy látszólag jugoszláv menetrendet választanak sajátos nemzeti érdekeik megvalósítása érdekében.
A nemzeti egység (narodno jedinstvo), amelynek fogalmát először az ausztriai délszlávok stratégiai szövetségének kifejezéseként, a horvát–szerb koalíció (HSK) dolgozta ki Magyarországon a 20. század elején még nem utalt unitarista jugoszlávizmusra. A fogalom annak a felfogásnak a kifejezése volt, hogy a délszlávok egyetlen „fajhoz” tartoznak, „egyvérűek”, és egy közös nyelvvel rendelkeznek, a centralizált vagy decentralizált kormányzás lehetőségét egy közös államban közömbösnek ítélték.

### Az Oszmán Birodalom veresége
Az Oszmán Birodalom és Ausztria-Magyarország hatalmi jelenléte a Balkánon gátat szabott a délszlávok politikai egyesítésének. Ez 1912 végén az első Balkán-háború kitörésével megváltozott. A konfliktusban az oszmánok elvesztették a balkáni birtokok nagy részét, amivel Szerbia, Görögország és Bulgária átvették az ellenőrzést Vardar, az Égei-tenger partvidéke, illetve Pirini Makedónia felett. A régió határait II. Miklós orosz cár közvetítésével igazították ki. A háború azonban rivalizálást szült az egyik oldalon Bulgária, a másik oldalon pedig Görögország és Szerbia között. A háború legnagyobb veszteségeit elszenvedő Bulgária elégedetlen volt területi nyereségének nagyságával. Bulgária elleni védelem érdekében megkötötték az 1913-as görög–szerb szövetséget, és a szövetségesek területi igényeket fogalmaztak meg Bulgáriával szemben. 1913-ban Bulgária megtámadta Szerbiát, elindítva a második Balkán-háborút,, hogy kiterjessze területét, de az további területi veszteségekkel végződött.

### Az első világháború

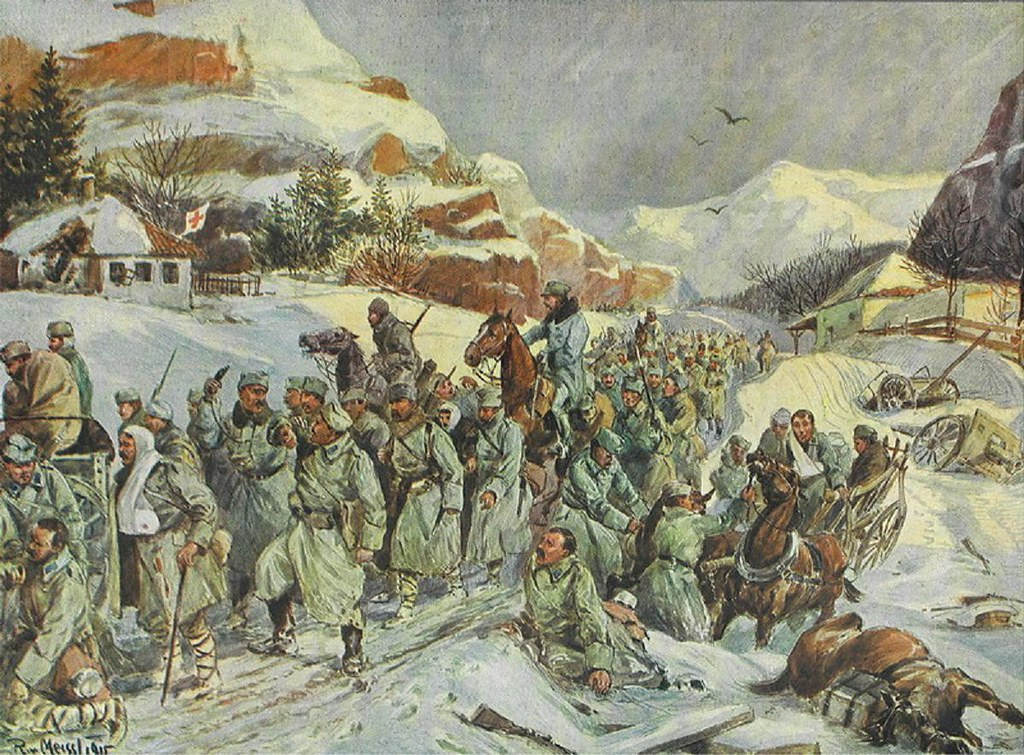
A nagy szerb visszavonulás 1915/1916 telén

1914. június 28-án Gavrilo Princip, a boszniai szerb Ifjú Bosznia mozgalom tagja Szarajevóban meggyilkolta Ferenc Ferdinánd osztrák főherceget, osztrák-magyar trónörököst. A Fekete Kéz által támogatott szervezet jugoszláv nacionalistákból állt, és célja a szerbek, horvátok, muszlim szlávok és szlovének politikai egyesítésének a támogatása volt, forradalmi akciókkal. A merényletet politikai válság, és az első világháború kitörése követte. Az ellenségeskedés kitörése után Szerbia a háborút a szerbek lakta területeken túli területi terjeszkedés lehetőségének tartotta. A háborús célok meghatározásával megbízott bizottság kidolgozta a jugoszláv állam létrehozásának programját Horvát-Szlavónország, a szlovén területek, a Vajdaság, Bosznia-Hercegovina és Dalmácia területének megszerzésével. A niši nyilatkozatban a szerb nemzetgyűlés bejelentette a harcot a „felszabadítatlan testvérek” felszabadításáért és egyesítéséért.

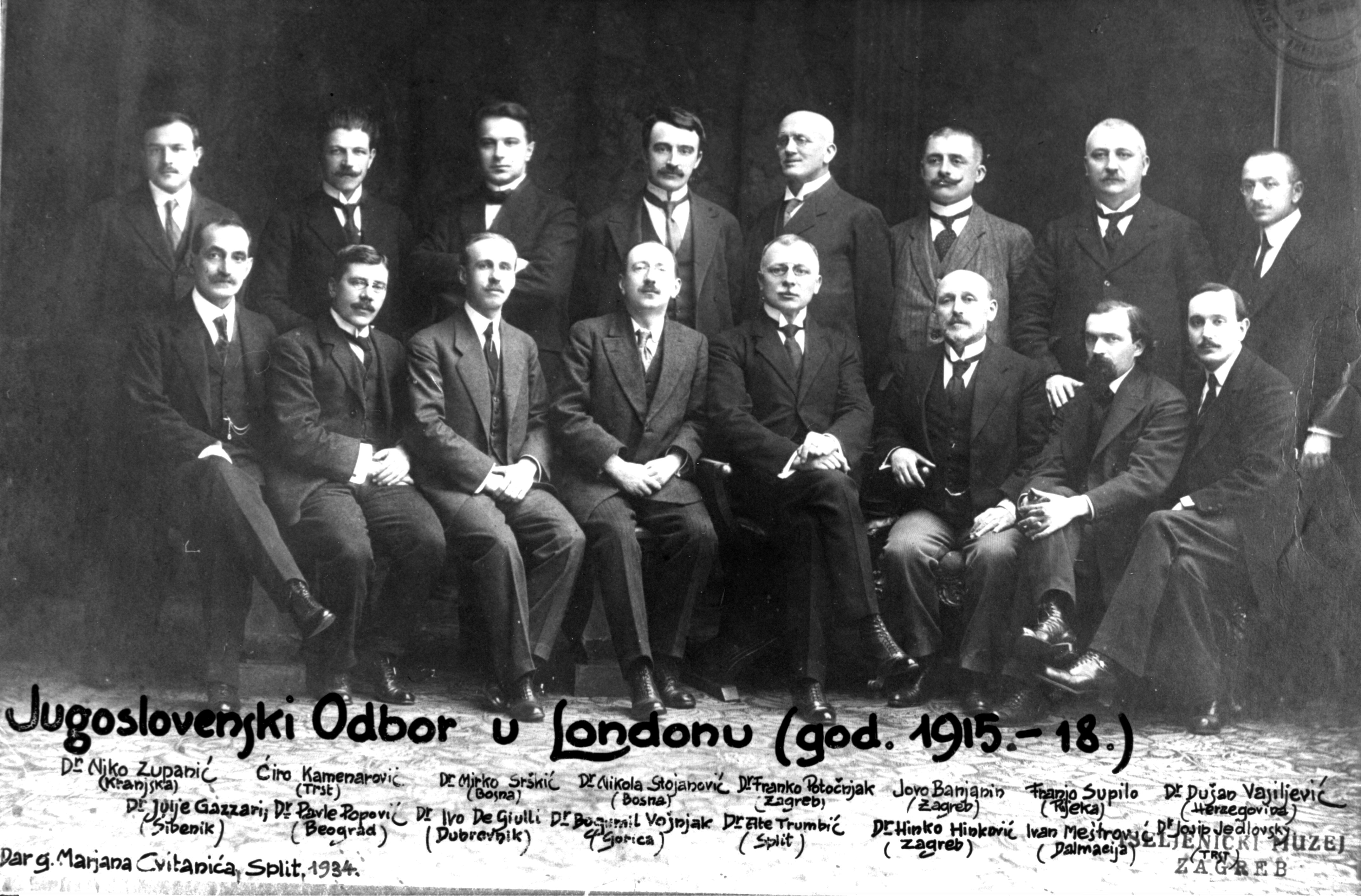
A Jugoszláv Bizottság tagjai 1916-ban Londonban

1915-ben ad hoc csoportként, hivatalos minőség nélkül, létrehozták a Jugoszláv Bizottságot. Tagjai úgy gondolták, hogy Khuen Héderváry báni megbizatása végével, Kállay Béni halálával és a szerb dinasztikus rendszerváltással 1903-ban a jugoszláv eszme a végső fázisba lépett. A részben a szerb kormány által finanszírozott bizottság osztrák-magyar állampolgárságú, de délszláv nemzetiségű értelmiségiekből és politikusokból állt, és azt állította magáról, hogy a délszlávok érdekeit képviseli. A bizottság elnöke Ante Trumbić, de legkiemelkedőbb tagja Frano Supilo a Horvát-Szlavónországban kormányzó Horvát–szerb koalíció (HSK) társalapítója volt. Supilo sürgette egy föderatív jugoszláv állam létrehozását Szerbiával (beleértve a Vajdaságot), Horvátországgal (beleértve Szlavóniát és Dalmáciát), Bosznia-Hercegovinával, Szlovéniával és Montenegróval. Supilo nem bízott a szerb miniszterelnökben, Nikola Pašićban, aki Nagy-Szerbia híve volt, és figyelmeztette a bizottságot Pašić valószínű szándékaira. Másrészt a bizottság tudomást szerzett a londoni egyezményről, amelyben az antant a csatlakozásért cserébe Olasz Királyságnak ígérte a szlovén tartományokat, az Isztriát és Dalmáciát.

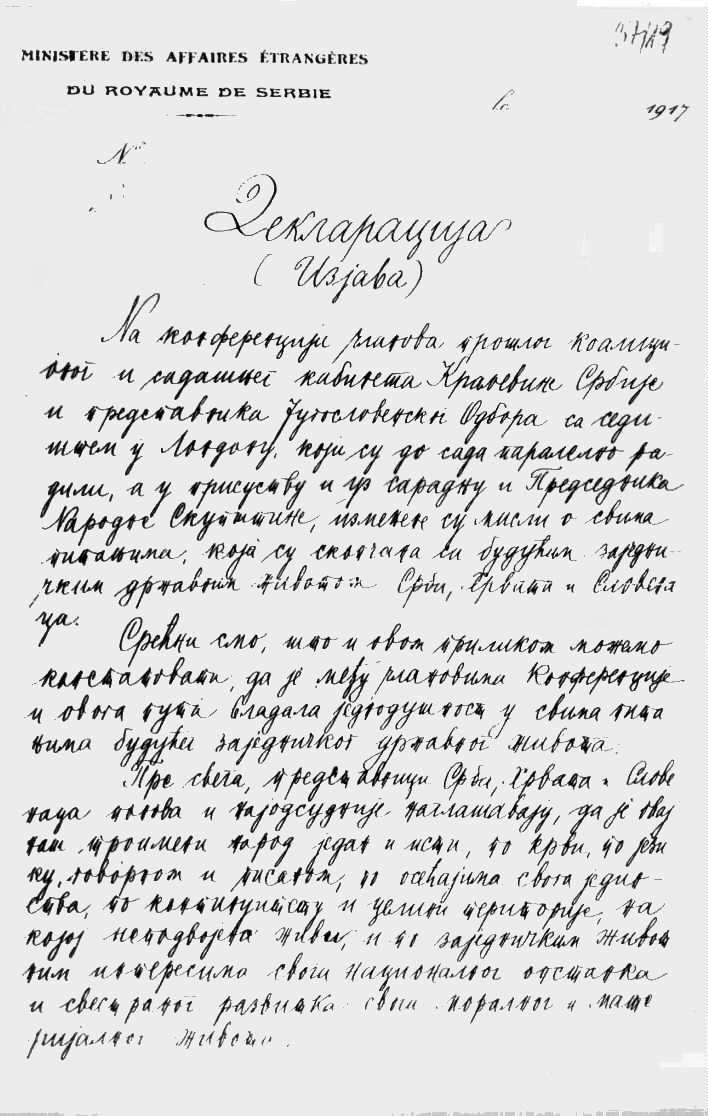
A korfui nyilatkozat első oldala

1917 májusában a Birodalmi Tanács Jugoszláv Képviselői Klubjának tagjai Bécsben a szlovének, horvátok és szerbek Ausztria-Magyarországon belüli egyesítéséről, valamint a birodalom trialista szerkezetátalakításáról elkészítették a májusi nyilatkozatot. A Jogpárt Starčević-frakciója és a Stjepan Radić vezette Horvát Népi Parasztpárt (HSS) a Magyar Országgyűlésben, ahol Horvát-Szlavónország képviselői voltak, támogatta a nyilatkozatot. A Jogpárt frankista azonban frakciója elutasította az ötletet. A nyilatkozatot, mielőtt a birodalmi hatóságok törvényen kívül helyezték a javaslatot, a sajtóban egy évig vitatták.
1917 június–júliusában a szerb kormány és a Jugoszláv Bizottság Korfun üléssorozatot tartott. Megvitatták a leendő közös államot, és elkészítették a korfui nyilatkozatot, amely szerint a szerbek, horvátok és szlovének egy „háromnevű” nép, és az új, parlamentáris, alkotmányos államként szerveződő egységes államban a Karađorđević-dinasztia fog uralkodni. A dokumentum nem szólt arról, hogy az új állam szövetségi vagy központosított berendezkedésű lesz-e. Trumbić javasolta az új állam ideiglenes kormányának felállítását. Pašić azonban nem volt hajlandó aláásni azt a diplomáciai előnyt, amelyet Szerbia elismert államként élvez az egyesülési folyamatban. Supilo két hónappal később meghalt.

### A Szlovén–Horvát–Szerb Állam
1918. október 5–6-án az ausztria-magyarországi szlovén, horvát és szerb politikai pártok képviselői a Habsburg Birodalomtól való függetlenedés érdekében létrehozták a Szlovének, Horvátok és Szerbek Nemzeti Tanácsát. Ugyanebben a hónapban I. Károly császár felajánlotta Ausztria-Magyarország föderációvá való átszervezését, de elkésett javaslatát elutasították. A Nemzeti Tanács október 18-án az új, Szlovén–Horvát–Szerb Államának központi szervévé nyilvánította magát. Az Ausztria-Magyarországgal fenntartott kapcsolatok formális megszakítása és az új állam létrehozása céljából október 29-én összehívták a horvát Szábort. Az új állam államelnökének Szlovén Néppárt (SLS) vezetőjét, Anton Korošecet választották meg. Alelnökké választották a Jogpártból kivált egyik párt elnökét, Ante Pavelićet és horvát-szerb koalíció, a HSK társalapítóját Svetozar Pribićevićet.

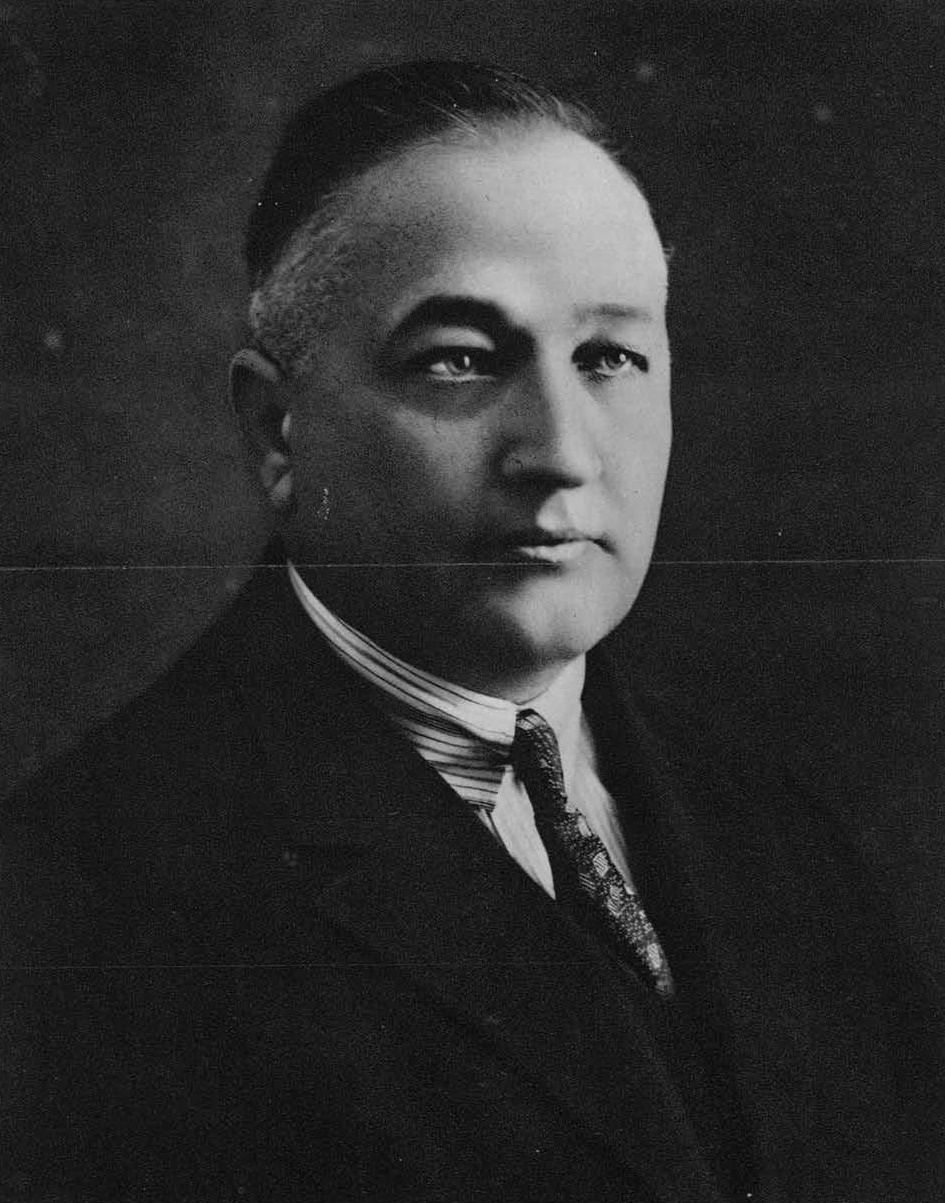
Anton Korošec a Szlovének, Horvátok és Szerbek Nemzeti Tanácsa elnöke

A Nemzeti Tanács, a szerb kormány és ellenzék, valamint a Jugoszláv Bizottság képviselői november 6–9-én Genfben tanácskoztak az egyesülésről. A Nemzeti Tanács és a Jugoszláv Bizottság arra kérte Pašićot, hogy a leendő államban mondjon le a centralista kormányzásról. Pašić Franciaország nyomására, és mivel már nem élvezte Oroszország támogatását, eleget tett ennek, és aláírta. a genfi nyilatkozatot. Válaszul Sándor szerb régensherceg lemondásra kényszerítette. Az új szerb kabinet már nem volt hajlandó tiszteletben tartani a nyilatkozatot, ezzel érvénytelenítette Szerbiának a szövetségi állam iránti elkötelezettségét.
A Nemzeti Tanácsot forradalmi zavargások és olasz invázió fenyegette. Ezért a rend megőrzésére behívta a szerb második hadsereget. November közepén az olasz csapatok bevonultak az Isztria területére, november 17-én elfoglalták Fiumét, majd Ljubljana előtt a város védői – köztük egy szerb hadifogoly-zászlóalj – megállították őket. A Nemzeti Tanács sikertelenül folyamodott nemzetközi segítségért. November 25-én és 26-án a vajdasági és montenegrói közgyűlés a Szerbiához való csatlakozás mellett szavazott. Ez utóbbi esetben a podgoricai nemzetgyűlés ad hoc testületként hívták össze a Petrović-Njegoš-dinasztia lemondatására a Karađorđević-dinasztia javára.
Az olasz fenyegetés nyomására a Nemzeti Tanács küldöttséget küldött Sándor herceghez, hogy intézkedjen a föderációban való egyesülésről. A delegáció azonban, amikor december 1-jén a régensherceghez fordult, figyelmen kívül hagyta a nemzeti Tanácstól kapott utasításokat. Sándor herceg I. Péter szerb király nevében elfogadta az egyesülési ajánlatot, és megalakult a Szerb–Horvát–Szlovén Királyság. A királyság lakosságában egyetlen etnikai vagy vallási csoport sem volt abszolút többségben.

## A délszláv állam megalakítása

### Az ideiglenes kormány

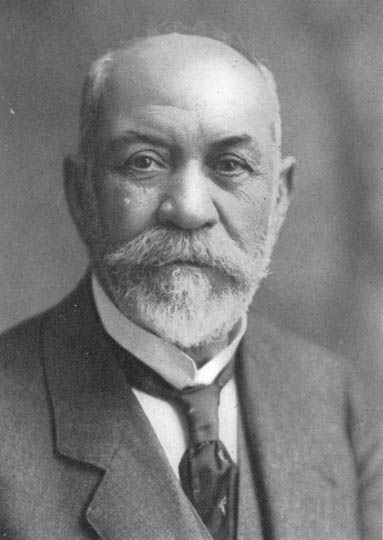
Stojan Protić a Szerb-Horvát-Szlovén Királyság miniszterelnöke

Az egyesülés után a régensherceg Stojan Protićot nevezte ki Jugoszlávia miniszterelnökévé. Helyettesévé Korošecet nevezte ki, Momčilo Ninčić pénzügyminiszter, Trumbić külügyminiszter, Pribićević belügyminiszter és Ljubomir Davidović pedig oktatási miniszter lett. Protićot és Davidovićot a legnagyobb szerb pártok – a Népi Radikális Párt (NRS), illetve a Független Radikális Párt vezetői közül választották ki. Nem sokkal ezután a Független Radikális Párt több összeolvadáson ment keresztül, és megalakította a Demokrata Pártot (DS). Míg a kormányzó herceg a december 1-jei nyilatkozatában azt ígérte, hogy az ideiglenes nemzetgyűlés a Szerb Nemzetgyűlés és a Nemzeti Tanács egyetértésével jóváhagyott jelöltlistáról kerül kinevezésre, ehelyett a listát a kormány minisztere, Albert Kramer állította össze.
Míg Pribićević a maximális centralizációt akarta, addig Protić, mivel a történelmi tartományok közigazgatási tekintélyének megőrzésének előnyeit látta az autonóm régiókat szorgalmazta. Az NRS, mint az egyesülésben meghatározó szerepet játszó, de a föderációt ellenző csoport. szükségesnek tartotta a szerb nemzet megőrzését. Emiatt az NRS, elutasítva a Jugoszlávia nevet, ragaszkodott az ország Szerb-Horvát-Szlovén Királyságnak történő elnevezéséhez. A decentralizáció hívei a Jugoszlávia elnevezést részesítették előnyben. Az alkotmányos rendszer vitája során három alkotmánytervezet született. A Pribičević által javasolt központosított állam, a Radić által javasolt föderáció és Protić kompromisszumos javaslata.

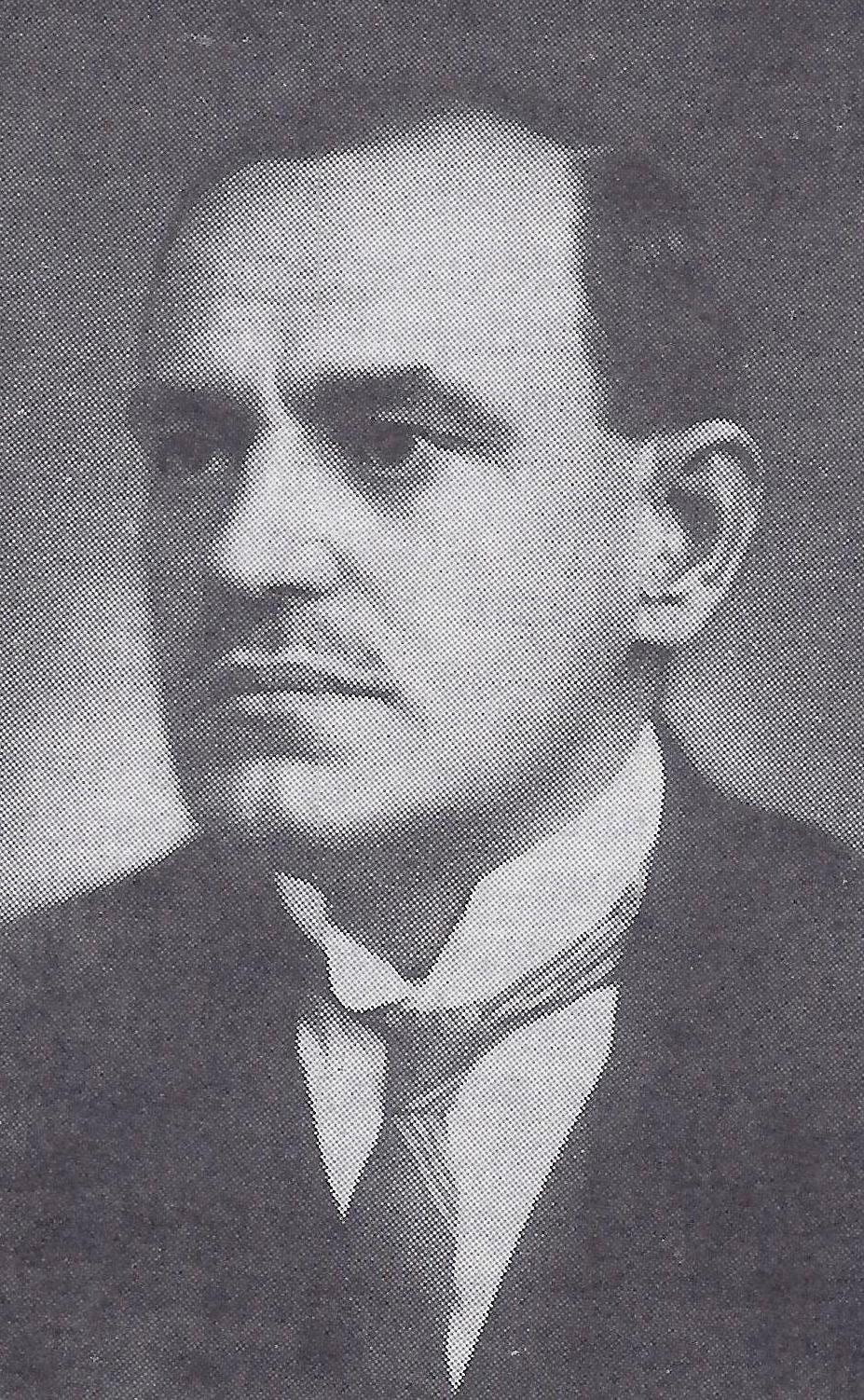
Svetozar Pribićević

Az alkotmányozó nemzetgyűlés összehívása előtt, és miközben a kormányzati rendszer formális meghatározása még váratott magára, az ideiglenes kormány intézkedéseket tett az ország centralizációjának megerősítésére. Pribičević az 1918 előtti közigazgatási és képviseleti testületek felszámolására törekedett. Horvátországban a folyamat hozzájárult a feszültségek és a rendetlenség fokozódásához. A korai centralizációs folyamatokat a kormány nyelvi egységesítési törekvései kísérték – a szerb-horvát-szlovén, ill. a jugoszláv nyelv, más néven állam- vagy nemzeti nyelv legyen az egyetlen hivatalos nyelv. A cirill írást formálisan egyenrangúvá tették a latin betűs írással – ez utóbbit volt korábban horvát és szlovén írás egyetlen formája. A gyakorlatban a hivatalos kiadványok nagy része e-ző szerbhorvát (jugoszlávként is emlegetett) nyelven jelent meg, nagyrészt csak cirill betűkkel nyomtatva. Így a szerb lett a de facto hivatalos nyelv. A horvát és a szlovén nyelvet szerb nyelvjárásnak nyilvánították, ami a horvát és szlovén kultúrát másodlagos státuszba sorolta, és megismételte Pašić délszláv egységről vallott nézeteit. A katonaságban a latin betűk használatát gyakran az államellenes érzelmek megnyilvánulásának tekintették, és ez hozzájárult ahhoz, hogy sok nem szerb lemondjon a megbízatásáról, ami növelte a szerbek számbeli fölényét a tisztviselői karban.  A macedón nyelvet teljesen betiltották. Még az iskolai tantervek szabványosítása előtt érvényesült a „háromnevű nép” doktrínája, ami bekerült az oktatási rendszerbe.

### A politikai ellenzék

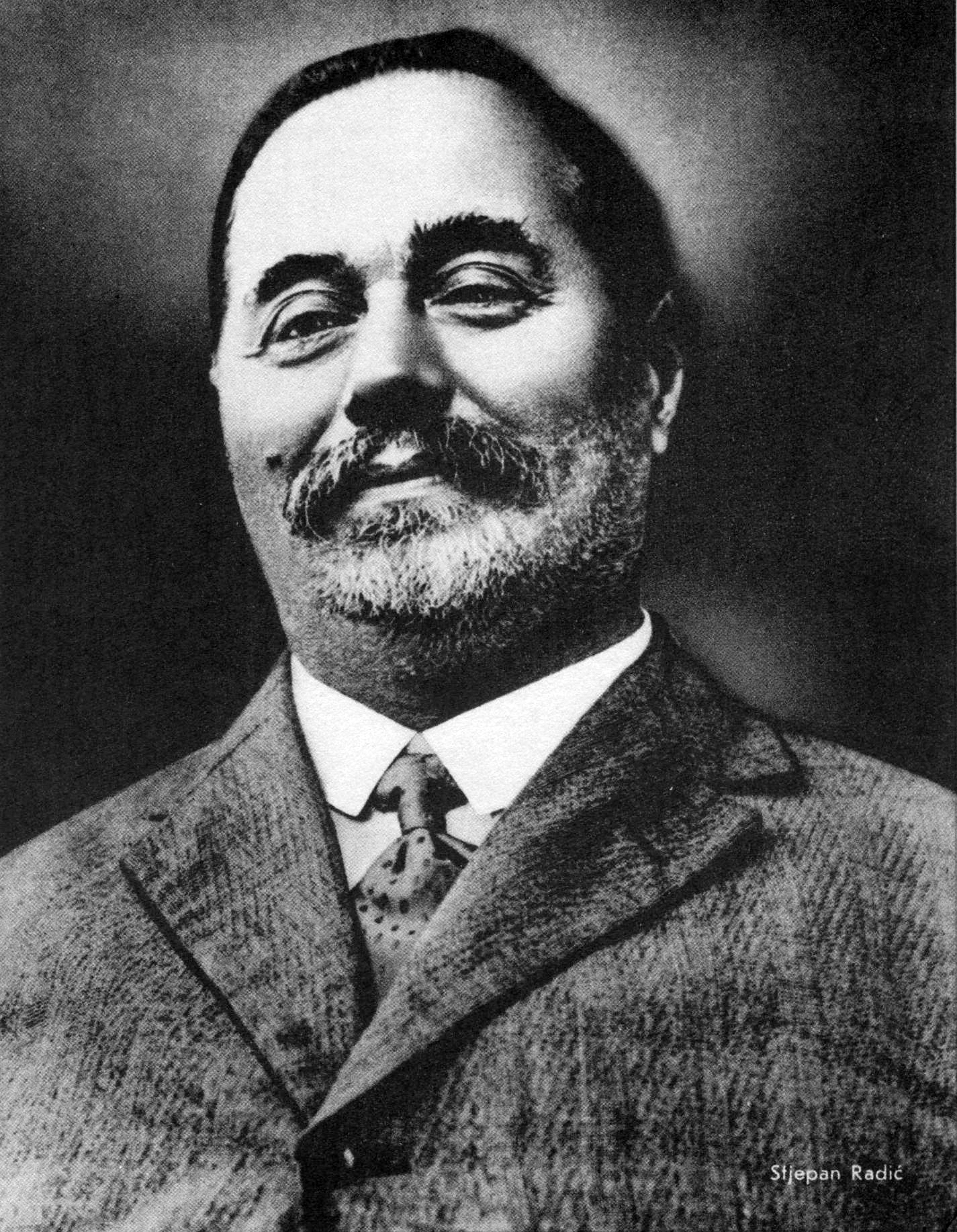
Stjepan Radić a HSS elnöke, az ellenzék vezére

A centralizáció–decentralizációs vita idővel a jugoszlávizmus formáinak versengéséből fejlődött ki, és elsősorban, de nem kizárólagosan, a szerbek és a horvátok közötti konfliktussá változott. Ivo Banac történész az ország etnikai konfliktusainak és instabilitásának forrásaként az egyesülés módjára mutatott rá. Radić különösen hangos ellenfele volt a monarchiának, miközben ő és a HSS a föderális jugoszlávizmust támogatta, amely Horvátországnak maximális autonómiát biztosított volna. Februárban a HSS petíciót küldött a párizsi békekonferenciához, amelyben „semleges horvát paraszti köztársaságot” követelt. Radićot válaszul egy évre bebörtönözték. Annak ellenére, hogy a háború előtt a HSS kevésbé volt befolyásos Horvátországban, mint az NS és az SP, Radić és más HSS-ek bebörtönzése tagjai a horvát nemzeti ügy bajnokává tették őket a közvéleményben, és egy „de facto” horvát nemzeti mozgalommá.
Noha nagyrészt üdvözlték az egyesülést, a szlovének általában elutasították az integrált jugoszlávizmust, és igyekeztek megőrizni nyelvüket és kultúrájukat. A Korošec vezette SLS kezdetben a föderalista kormányrendszer és a szlovén autonómia mellett foglalt állást. Az SLS legbefolyásosabb politikai ellenfelei 1920-ban a szlovén centralisták voltak, de befolyásuk megcsappant, így a két világháború közötti időszakban az SLS maradt a szlovének fő képviselője, függetlenül attól, hogy támogatták vagy ellenezték a rendszert vagy a szlovén autonómiát.
Bosznia-Hercegovina muszlim szláv lakosságának a Jugoszláv Muszlim Szervezet (JMO) volt a képviselője, míg máshol az államban a Džemijet képviselte az iszlám lakosságot. A JMO, mint a szerbek és horvátok asszimilációja elleni védelmet támogatta a jugoszlávizmust. Miközben elítélte a DS jugoszláv nacionalizmusát, a JMO a boszniai muszlim identitás megőrzésének támogatásáért szövetségre lépett az NRS-szel.
A Jugoszlávia Kommunista Pártja (KPJ) kezdetben a centralizációt és az unitarista álláspontokat támogatta. Nem sokkal a királyság megalakulása után a KPJ a Kommunista Internacionálé utasításai alapján megfordította álláspontját, és már az ország felbomlását szorgalmazta.

### A korai nyugtalanság és erőszak
Közvetlenül az egyesülés utáni időszakban jelentős erőszak és polgári zavargások zajlottak az országban. Szlavóniában és Vajdaságban a Magyarországi Tanácsköztársaság által ihletett forradalmi akciók zajlottak. Macedónia és Koszovó – akkor még Dél-Szerbia néven – szerbesítési kampányt élt át. A macedónok a Belső Macedón Forradalmi Szervezet (VMRO) révén harcoltak ez ellen. Koszovóban előfordult, hogy az első világháború alatt albánok megtorlásos akciókat követtek el. Az albán megtorlás cselekményei a Koszovói Nemzetvédelmi Bizottság 1919-es sikertelen felkelésében és az albánoknak a rezsim erői általi lemészárlásában csúcsosodtak ki. 50 000 rendőrt és katonát vezényeltek a régióba a Jovan Babunski vezette csetnik félkatonai csapatok támogatásával.

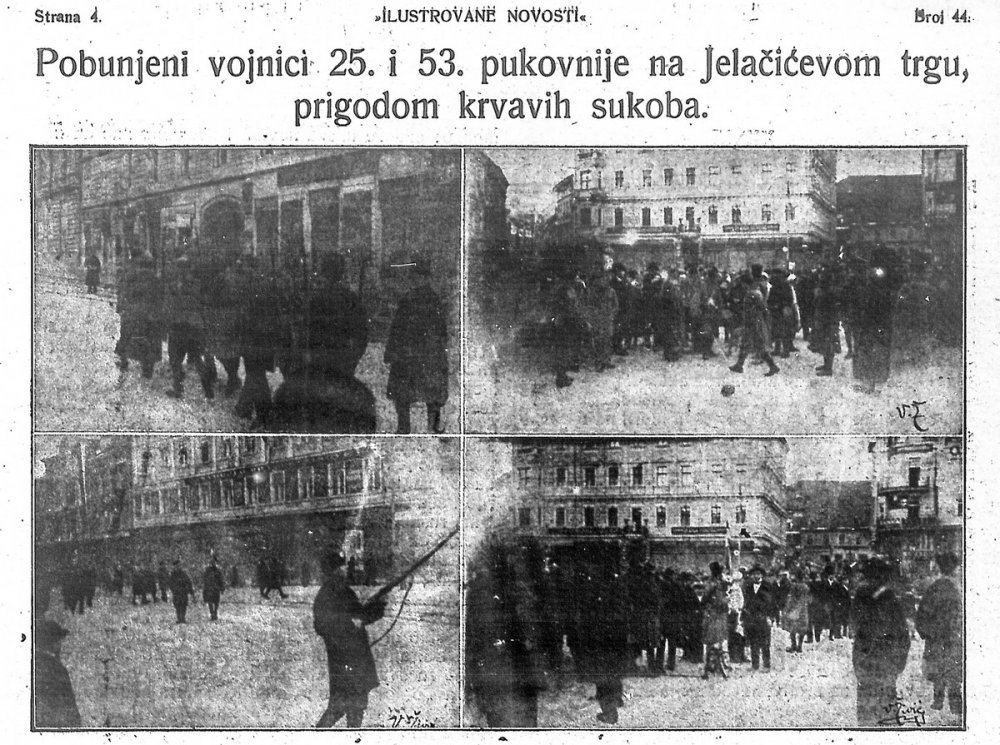
Az Ilustrovanje Novosti képes riportja az 1918. december 5-i katonai lázadásról a zágrábi Jelačić téren

Bosznia-Hercegovinában a boszniai szerbek muszlim földbirtokosokat és parasztokat támadtak meg – 1920-ra körülbelül 2000-et öltek meg, 4000-et pedig kilakoltattak otthonaikból. Ugyanebben az időszakban a montenegróiak Szandzsák régióban több száz muszlimot öltek meg. Az erőszakot a muszlim tulajdonú földek elfoglalása és a muszlim lakosság ország elhagyására kényszerítése motiválta. Montenegróban a függetlenségpárti Zöldek 1919-ben indította útjára a sikertelen karácsonyi felkelést a szerbbarát fehérek ellen. 1918. december elején volt egy monarchiaellenes tiltakozás Zágrábban, melyet erőszakkal elfojtottak. Ugyanezen a télen erőszak söpört végig a horvát vidékeken – a parasztok nagy birtokokat és üzleteket raboltak ki, de volt némi etnikai erőszak is. Az elcsendesedés után, válaszul a katonai használatra szánt haszonállatok nyilvántartásba vételi kampányára, 1919 márciusának végén parasztlázadás tört ki Horvátországban.

### A Vid-napi alkotmány

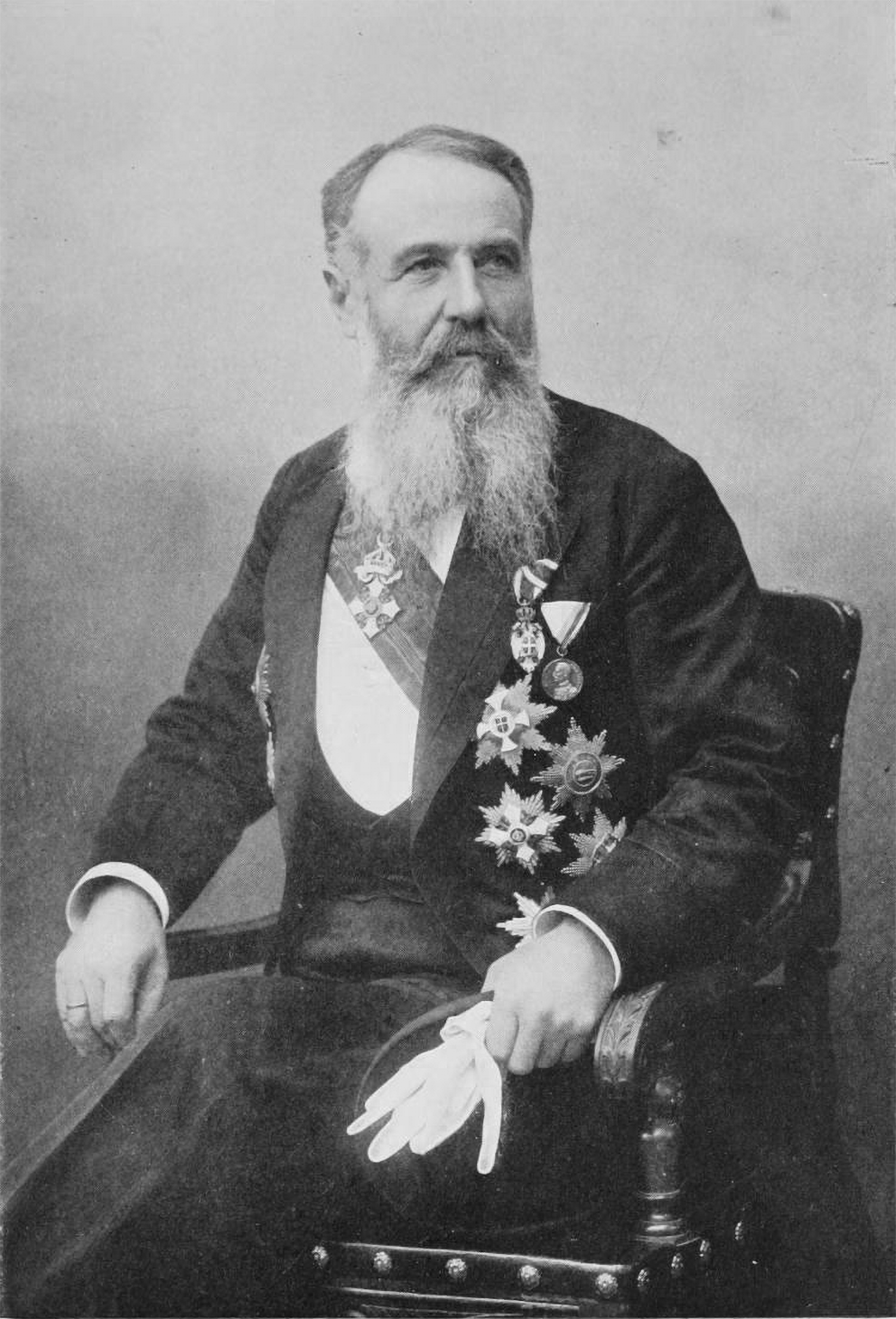
Nikola Pašić miniszterelnök

Az 1920-as választásokat követően a DS és az NRS lett a két legnagyobb parlamenti párt, de nem rendelkeztek többséggel az alkotmányozó nemzetgyűlésben. A KPJ és a HSS – a harmadik és a negyedik legnagyobb parlamenti párt – megtagadta a részvételt a közgyűlésen azon szabály miatt, hogy az új alkotmányt ne a korfui nyilatkozat rendelkezése szerinti konszenzussal, hanem egyszerű többséggel fogadják el. További vita alakult ki, amikor felkérték a parlamenti képviselőket, hogy tegyenek esküt a királynak. A DS és az NRS kivételével minden fél elutasította ezt.
Az alkotmányozó nemzetgyűlés a Pribičević-tervezet alapján 1921. június 28-án elfogadta a Vid-napi alkotmányt. Pašić miniszterelnök sürgetésére a decentralizációt szorgalmazó pártok számára a legkevesebb engedményt nyújtó változatra esett a választás. Mivel a DS-nek és az NRS-nek nem volt elég szavazata az alkotmány elfogadásához, megkapták a JMO és a Džemijet támogatását, cserébe a muszlim földbirtokosoknak kártérítést fizettek az elveszett tulajdonért.

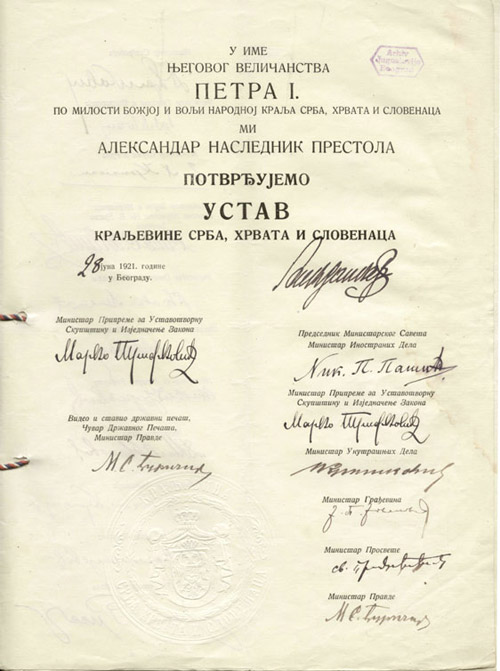
A Vid-napi alkotmány címoldala

Annak ellenére, hogy az egész királyságban ideológiai megosztottság volt, a politika gyorsan nagyrészt etnikai alapúvá vált. A hatalmon lévő pártok minden kormánykritikát hazaárulással egyenértékűnek nyilvánítottak. Az ország politikájának etnikai jellegétől függetlenül bizonyos időszakokban voltak politikai pártok, amelyek átlépték ezt a határt – szerb pártok a rezsimmel szemben állók vagy azt támogató nem szerbek. Az alkotmány a szerb kisebbség terméke volt, és megerősítette a szerb hegemóniát, ami egy hosszú politikai válság kezdetét jelentette. Az integrált jugoszlávizmus szorosan összekapcsolódott a királyi rezsimmel. Az 1920-as választásokon a KPJ jelentős sikereket ért el a nagyvárosokban, Montenegróban és Macedóniában azáltal, hogy a rezsim munkanélküli városi szavazóitól és olyan régiók szavazóitól, ahol nem volt más vonzó nemzeti vagy regionális ellenzék, a királyi rendszer elleni tiltakozó szavazatokat szerzett.
A Vid-napi alkotmány működésképtelen volt, és végül megbukott, mert illegitim volt, és nem biztosította a jogállamiságot, az egyéni jogokat, az állam semlegességét a vallás és a nemzeti kultúra területén. A nemzeti kérdés az alkotmány működésképtelenségének szüleménye volt. A királyság fennállásának első éveiben a hiba elsősorban a király és Pašić, valamint Davidović és Pribičević politikájában volt. A Szerb-Horvát-Szlovén Királyságot lényegében Szerbia terjeszkedésének tekintették, és a konfliktusok válaszok voltak a szerb hegemónizmusra és az alkotmányra, amely a szerb nemzeti érdekek csak egy sajátos értelmezését szolgáltatta.

## A jugoszlávizmus mint állami ideológia

### Erőszak az ideológia szolgálatában

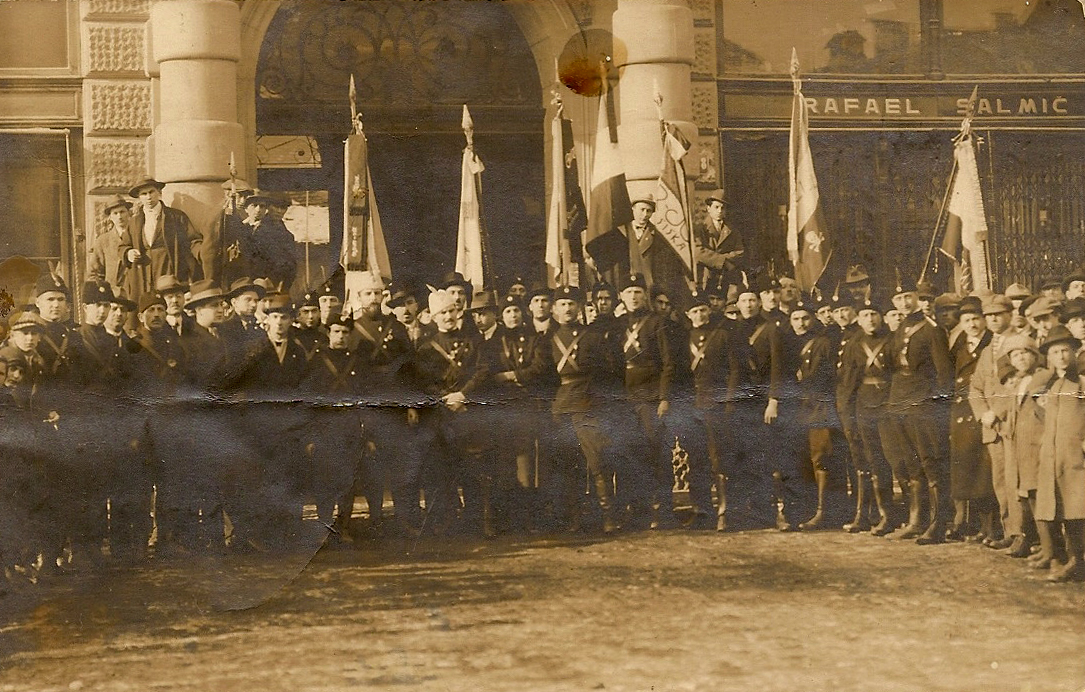
Az ORJUNA tagjai az 1920-as években Celjében

Milorad Drašković belügyminiszter nem ismerte el az 1920-as belgrádi helyhatósági választáson a KPJ győzelmét, ami arra késztette a Crvena Pravda kommunista terrorista csoportot, hogy meggyilkolja őt. Ez viszont a KPJ törvényen kívül helyezéséhez és olyan jogszabályok elfogadásához vezetett, amelyek lehetővé tették a kormány számára, hogy eljárást indítson a politikai ellenfelek ellen. A rezsim a jogi kereteken kívül szervezett félkatonai erőket. Horvátország királyi kormányzó 1921-ben Splitben megalapította a Jugoszláv Nacionalisták Szervezetét (ORJUNA), amelyet a tartományi kormányon keresztül finanszíroztak, és a Pribičevićhez hű DS-frakció védelme alatt működött. Célja az volt, hogy a rezsim nevében törvényen kívüli akciókat hajtson végre a kommunisták, a horvát szeparatisták és az állam más valós vagy vélt ellenségei, köztük a föderalisták ellen. 1925-re az ORJUNA akciócsoportok már 10 000 tagot számláltak, és a Fehér Kéz szervezet – egy a Fekete Kézből szétszakadt csoport – látta el fegyverekkel és katonai kapcsolatokkal. Az ORJUNA nyíltan terrorista csoport volt, amely potenciálisan királyi védnökség alatt az unitarizmust és a jugoszláv nacionalisták diktatúráját hirdette, és felszámolta a parlamentarizmust. Hasonló volt, mint az olasz fasiszta feketeingesek, beleértve az erőszak dicsőítését is.

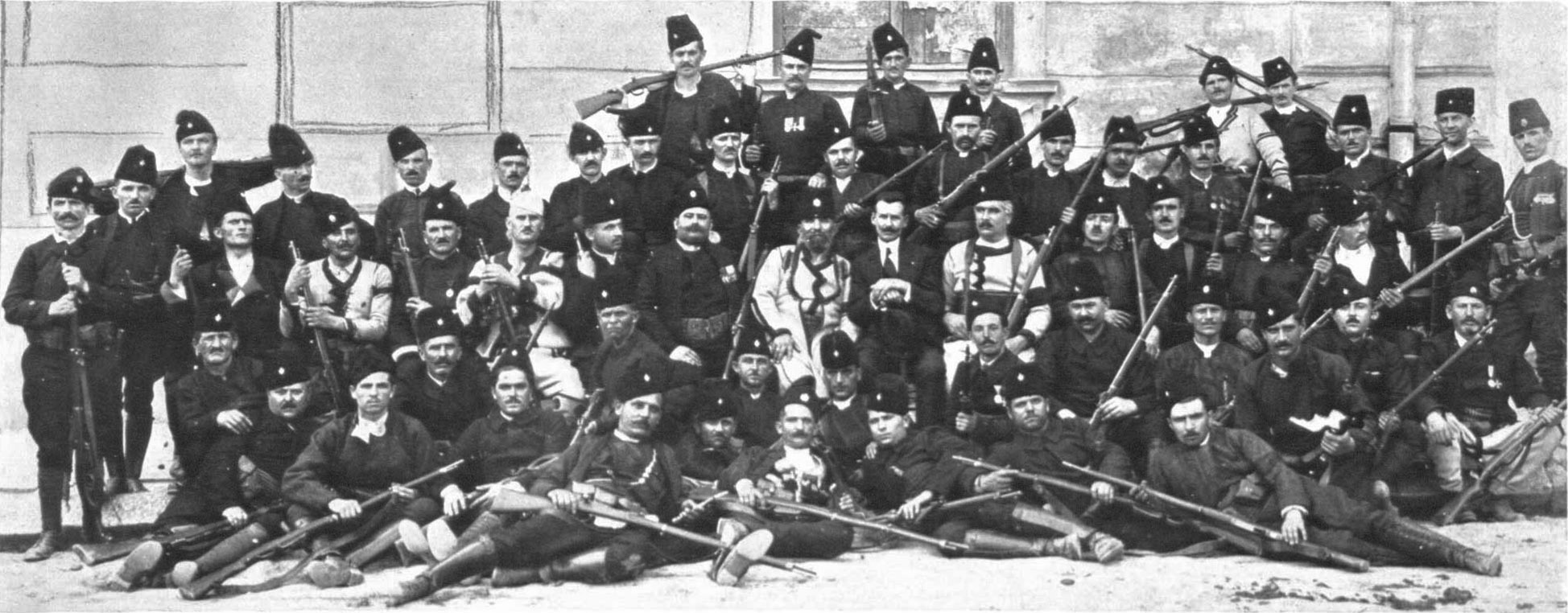
A csetnik szervezet tagjai az 1920-as években

Válaszul megalakultak a Szerb Nemzeti Ifjúság (SRNAO) és a Horvát Nemzeti Ifjúság (HANAO) nevű szervezetek, amelyek hasonló működési módszereket alkalmaztak. Az ORJUNA fő ellenfele a HANAO lett, amelyet az ORJUNA elleni horvát védelemként hoztak létre, és kezdetben a HSS is támogatott. Az NRS, akik az ORJUNA-t nem tartották elég szerbnek az SRNAO-t támogatta. A hivatalosan jóváhagyott csetnik szervezet 1924-ben ugyanazon ideológiai elvek mentén bomlott fel, amelyek elválasztották az ORJUNA-t az SRNAO-tól. Addig a csetnik mozgalom a DS befolyása alatt állt, mely a párt a jugoszláv ideológiát erőltette. Az NRS DS elleni 1925-ös választási győzelmét követően Puniša Račić vált a mozgalom meghatározó alakjává, és megfordította annak ideológiai irányvonalát. Ez azt jelentette, hogy a szerb identitás a jugoszláv nemzet létrehozása helyett már asszimilálni akarta a más etnikai identitásokat. A csetnik egységek horvát és muszlim falvak terrorizálásával Horvátországban és Boszniában ezt a célt követték.

### A működésképtelen parlamentarizmus
A centralizmus-föderalizmus konfliktus az 1920-as években alakult ki. A HSS 1924-ben véget vetett parlamenti bojkottjának, amelynek célja az NRS-kormány elleni szavazás volt, de mandátumuk ellenőrzésének ürügyén képviselőitől 16 hétig megtagadták a szavazati jogot. Abban az évben a Davidović vezette DS szétvált, és Pribičević megalakította a Független Demokrata Pártot (SDS). Pribičević felismerte, hogy a rezsim a horvátországi szerbeket – elsődleges választóit – tudja felhasználni a horvátokkal szembeni ellenállásra, valamint  az etnikai feszültségek szítására, hogy aztán a horvátokkal kötött kompromisszum után cserben hagyják őket, kiszolgáltatva őket a megtorlásnak.

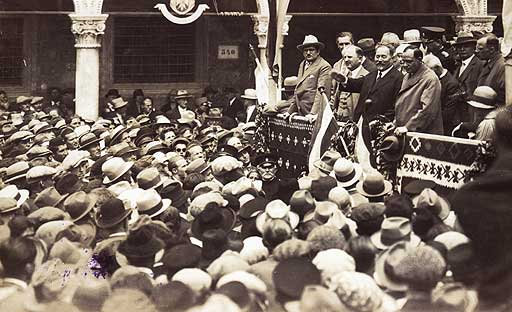
Stjepan Radić szónokol Dubrovnikban egy parasztpárti gyűlésen 1928. május 27-én

1924 végén a HSS kampányát betiltották, Radićot pedig, miután a HSS csatlakozott a szovjet mintára létrehozott nemzetközi parasztszövetséghez, a Krestinternhez, kommunista államellenes tevékenység vádjával bebörtönözték. Ennek ellenére az 1925-ös parlamenti választáson a HSS több szavazatot kapott, mint az 1923-as parlamenti választáson. Az NRS és a HSS 1925-ben koalíciós kormányt hozott létre, a HSS formálisan lemondott a republikanizmusról, és a párt nevét Horvát Parasztpártra változtatta. Felhagyott a föderáció követelésével, és céljait a horvát autonómia megvalósítására korlátozta. Radićot a kormányalakítás napján kiengedték a börtönből. A koalíció az 1927-es helyi választási kampány során ért véget, amikor a rendőrség beavatkozott a HSS bosznia-hercegovinai kampányába. Az NRS belügyminisztere Božidar Maksimović megerősítette a vádakat, hozzátéve, hogy az NRS jobban szeretné, ha a vajdasági horvátok bunyevácnak vagy sokácnak vallanák magukat.
A DS-szel való szakítást követően Pribičević elutasította a centralizmust, de megtartotta a nemzeti egységbe vetett hitét. Mivel Radić nyitott maradt a közös jugoszláv identitás gondolatára, ez lehetővé tette az SDS-HSS együttműködést. Radić kész volt elfogadni, hogy a szerbek és horvátok nyelvileg és etnikailag egy nép, amely politikai kultúrájuk szerint egymástól elkülönül. 1927-ben az SDS és a HSS látszólag az adórendszer elleni harc jegyében, amely aránytalanul magasabb adóterhet rótt az 1918 előtti Szerb Királysághoz nem tartozó területekre, létrehozta a paraszt-demokratikus koalíciót (Seljačko-demokratska koalicija) (SDK). A centralizmus–föderalizmus harcban az erők átrendezésére a létrejött a kormányzó DS–NRS–JMO koalíció, amelyhez az SLS is csatlakozott, amely felhagyott a szlovén autonómia követelésével.

### Stjepan Radić halála
1928-ban az igazságtalan adózással és a kormányzati korrupcióval kapcsolatos vádak miatt a kormánykoalíció és az SDK viszonya megromlott. Az SDK és különösen a Radić elleni erőszakra való felhívások tovább szították a helyzetet, aminek eredményeként a nemzetgyűlésben szóbeli és tettleges összecsapások alakultak ki. Június 20-án, miután a nemzetgyűlésben korrupcióval vádolták, Račić átvette a szót, pisztolyt rántott, és lelőtt öt HSS-képviselőt – kettőt megölt és hármat megsebesített, köztük Radićot is. Közvetlenül a lövöldözés után 19 ezren gyűltek össze Zágráb központjában, és követelték Szerbiától való elszakadást. Az ezt követő erőszakos cselekményekben további három ember meghalt, 40-en megsebesültek és 180-at letartóztattak. A kormány lemondott.

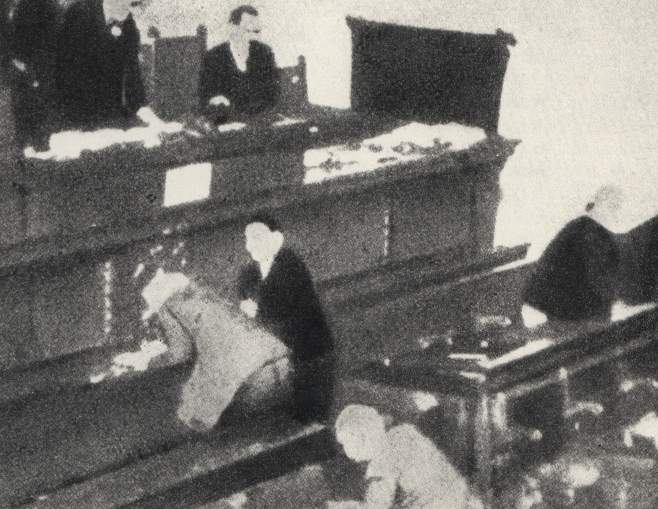
Az 1928-as belgrádi parlamenti merénylet

 Radić augusztus 8-án halt meg. Temetésén nagy tömeg vett részt, Horvátországban és Bosznia-Hercegovinában számos tüntetés volt. Öt nappal halála után Vladko Mačeket választották meg a HSS élére. Radićcsal ellentétben Maček elvetette a közös jugoszláv nemzet gondolatát. Azt állította, hogy a nemzeti egység nyelvi egységen alapuló ideológiája nem elegendő az egyetlen nemzetté való összekovácsoláshoz. Közvetlenül a parlamenti lövöldözés után a király elvetette a föderalizmus minden lehetőségét, de hogy Szlovéniát és Horvátországot eltávolítsa az országból, felajánlotta Radićnak, Pribičevićnek és Mačeknek a „csonkítást”, de azok elutasították az ajánlatot, mert attól tartottak, hogy az Horvátország egyes részeit a megnövelt területű Szerbiához csatolja. Az elfogadás helyett az SDK határozatot fogadott el, amelyben megszakította a kapcsolatokat a szerbiai pártokkal, és kijelentette, hogy a továbbiakban – visszatérve a köztársaság támogatásához – nem ismerik el a Szerb-Horvát-Szlovén Királyságot.

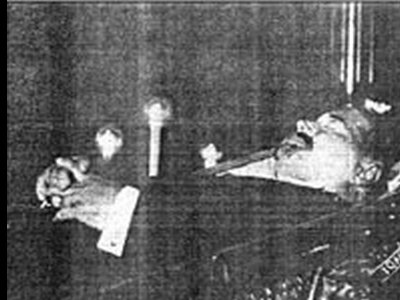
Stjepan Radić a ravatalon

A Jogpárt frankista frakciója a gyilkosságokat jó alkalomnak tekintette arra, hogy a jugoszlávizmussal szembeni ellenállást a horvátok körében központi kérdéssé nyilvánítsa. Mivel a válság egybeesett a királyság megalapításának tizedik évfordulójával, a frankista vezetők Ante Pavelić és Gustav Perčec mindenszenteki és december 5-i tízéves évfordulós beszédeikben úgy tüntették fel Radićot, mint a legutóbbit azon horvát áldozatok hosszú sorában, akik a szerbek keze által pusztultak el. Pavelić akkoriban eltúlozta a frankisták jelentőségét, de a szerb elsőbbséghez való hozzáállása megváltozott. Míg Szerbiában az egység és szabadság tíz évét ünnepelték, Pavelić és Perčec a tíz évről úgy beszéltek, mint tíz véres évről az egykori Habsburg Birodalom délszláv királyságaiban.

### A királyi diktatúra

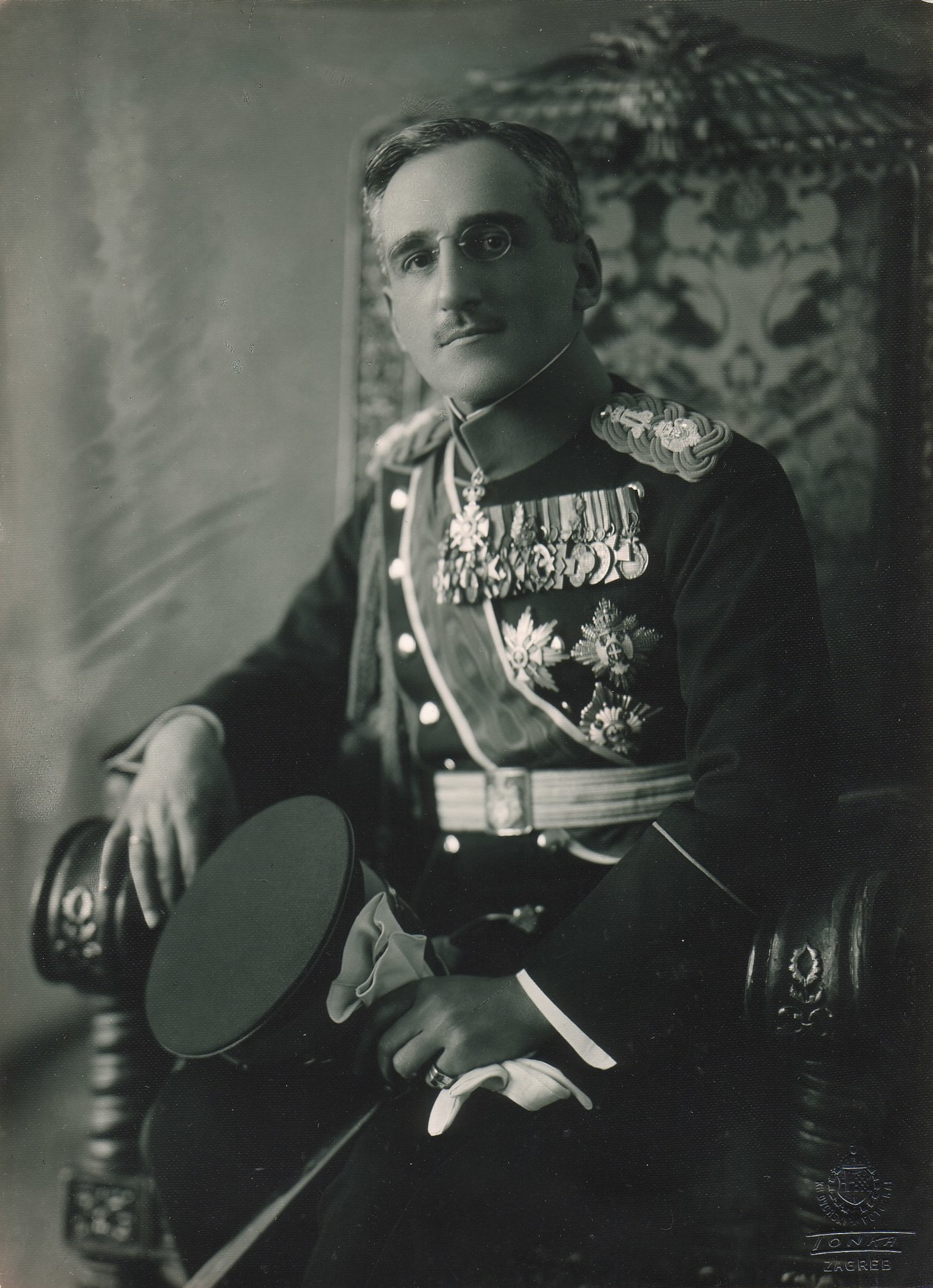
I. Sándor jugoszláv király

1929. január 6-án a király kikiáltotta a diktatúrát, és az integrált jugoszlávizmus lett a rendszer hivatalos ideológiája. Októberben, hogy fokozzák a nemzeti egységet az ország nevét átkeresztelték Jugoszláv Királyságra. A „törzsi” (értsd nemzeti) jelképeket betiltották és, hogy eltöröljék a történelmi határok maradványait az országot közigazgatásilag is átszervezték. Valamennyi etnikailag specifikus szervezetet, beleértve a nem politikaiakat is, elnyomtak vagy ellehetetlenítettek, és „jugoszláv” megfelelőket állítottak fel helyettük. A rezsim a „vér és áldozat” retorika indoklásként – a szerb háborús veszteségekre hivatkozva – mások becsmérlése vagy kirekesztése mellett a szerbeket részesítette előnyben. Annak ellenére, hogy a szerbek és montenegróiak (amelyeket a rendszer szerbeknek tekintett) 1932-ben a lakosság 39%-át tették ki, a kormány politikája alapján a kulcsfontosságú minisztériumok személyzetének többségét a szerbek közül toborozták. Az igazságügyi, belügyi és oktatási minisztérium alkalmazottainak 85%-a, 89%-a illetve 96%-a volt szerb.
Szigorú cenzúrát vezettek be, és ellenzéki vezetőket tartóztattak le. A rendőrség jelentős szerepet játszott az integrált jugoszlávizmus érvényesítésében, a többnyire rendőri állományból álló terrorcsoportok a másként gondolkodókkal szemben törvényen kívüli akciókkal léptek fel. Pavelić és Perčec napokkal a diktatúra bejelentése után elhagyta az országot,  a HSS alelnöke és titkára – August Košutić és Juraj Krnjević pedig augusztusban távozott. A rendőrség a politikailag aktív személyeket megfigyelés alatt tartotta.
Tavasszal már a centralista DS is úgy ítélte meg, hogy megegyezést kell találni a HSS-szel, és fel kell számolni a monarchiát, vagy legalább Jugoszlávia egyes részei számára jelentős autonómiát kell adni. A rezsimet egyre erősödő nemzetközi kritika is érte, különösen azután, hogy egy rendőrügynök 1931-ben megölte Milan Šufflay frankista tudóst. Az esemény ellen értelmiségiek egy csoportja tiltakozott, köztük Heinrich Mann és Albert Einstein.

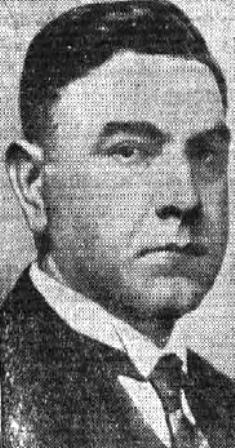
Ante Pavelić 1934-ben

A brit, francia, ill. csehszlovák szövetségesei, és valószínűleg Spanyolország sürgetésére, Sándor király tárgyalt az NRS-szel és az SLS-szel támogatási bázisának kiszélesítéséről – ennek eredménye lett az oktrojált alkotmány. Az alkotmány megtiltotta legtöbb politikai tevékenységeket, és széles jogköröket ruházott a királyra és a végrehajtó hatalomra. A Jugoszláv Radikális Parasztdemokrata Párt (később Jugoszláv Nemzeti Párt, JNS) az ún. rezsimpárt kapta a feladatot a király által ténylegesen meghatározott politikai program végrehajtására. A JNS ellenzék nélkül indult az 1931-es választásokon, amelyet az ellenzék bojkottált.
1931-ben a száműzött Pavelić, elutasítva a jugoszláv eszmét, átvéve az olasz fasiszták ideológiáját, megalapította fasiszta szervezetét, az Usztasát, mely egy sikertelen 1932-es likai lázadás után a merényletekre összpontosított. A király 1933-as zágrábi meggyilkolását célzó összeesküvést idő előtt leleplezték, és a a rezsim bosszúból mintegy száz embert végeztetett ki – noha többségük nem állt kapcsolatban sem a cselekménysel, sem Usztasával, melynek a macedón VMRO-val együttműködve 1934-es franciaországi látogatása során mégis sikerült meggyilkolnia a királyt.

### Az integrált jugoszlávizmus feladása

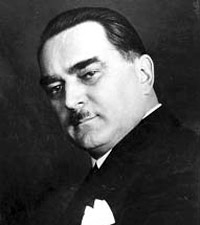
Milan Stojadinović jugoszláv miniszterelnök

1934 vége előtt Pál herceg, a háromfős régensség vezetője lemondásra kényszerítette a JNS kormányát. Az 1935-ös választáson az egyesült ellenzék elindult a JNS miniszterelnökjelöltje, Bogoljub Jevtić ellen. A JNS listája nyert, de az ellenzék a külföldi megfigyelők által megállapított választási csalások miatt a nemzetgyűlés bojkottjával fenyegetőzött. Pál herceg válaszul Jevtićet Milan Stojadinovićtyal váltotta fel. Első miniszterelnöki beszédében Stojadinović bejelentette, hogy tárgyalni kíván a horvát kérdés rendezéséről, de semmi konkrétum nem történt e tekintetben egészen az 1938-as választásokig. A Maček vezette egyesült ellenzék a Stojadinović-féle Jugoszláv Radikális Unió (JRZ) mögött a szavazatok 45%-át szerezte meg. Az ellenzék azonban a Tengermelléki és a Száva Banovinában, amely nagyjából horvát területeknek felelt meg a szavazatok 78%-át, illetve 82%-át szerezte meg.

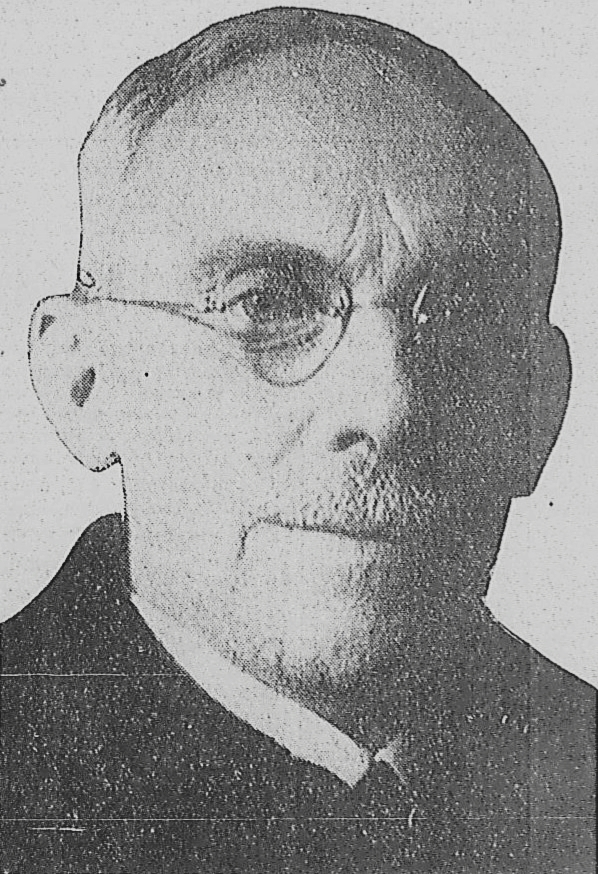
Vladko Maček a Horvát Parasztpárt elnöke

Pál herceg kiemelten kezelte a horvát kérdés megoldását, de tudta, hogy Maček nem fog tárgyalni Stojadinovićtyal. Nem sokkal a választások után Bogoljub Kujundžić miniszter beszédet mondott a nemzetgyűlésben, amelyben azt állította, hogy a szerbek jobbak a horvátoknál és a szlovénekeknél, ami miatt öt miniszter lemondott. Pál herceg nem engedte, hogy Stojadinović újabb kormányt alakítson – helyette Dragiša Cvetkovićot nevezte ki miniszterelnöknek megbízva, hogy tárgyaljon Mačekkel. A HSS, amely olasz támogatási ígéreteket kapott, ha a HSS felkelést szítana – cserébe területi engedményekért és Horvátország védelmi és külkapcsolatainak Olaszországnak kedvező megváltoztatásáért – egyszerre tárgyalt Cvetkovićtyal és Olaszországgal. A Cvetkovićtyal folytatott tárgyalásokon Maček Jugoszlávia szövetségi alapú átszervezését kérte, de a javaslatot elutasították. Ehelyett megállapodtak egy Ausztria-Magyarország mintájára kialakított dualista államszervezetben, ahol a Száva és Tengermelléki banovinákból és más, népszavazással meghatározandó területekből létrejön a Horvát Banovina. Miután Pál herceg megvétózta a népszavazásra vonatkozó megállapodást, Maček újra felvette a kapcsolatot az olasz külügyminiszterrel Galeazzo Ciano gróffal. Nem sokkal ezután Cvetković és Maček újraindították a tárgyalásokat, és megegyezésre jutottak a Horvát Banovina határairól. Pál herceg elfogadta az új megállapodást, és 1939. augusztus 26-án aláírták a Cvetković–Maček-megállapodást. A megállapodás után az állam már nem ragaszkodott a nemzeti egységhez, és felhagyott a jugoszlávizmussal, mint hivatalos ideológiával.

## Jugoszlávizmus a szocializmusban
Jugoszlávia 1941-es tengelyhatalmak általi megtámadását követően a KPJ fegyveres ellenállást indított, amely 1941 végére Macedónia kivételével az ország minden területére kiterjedt. A korábbi titkos hadműveletek tapasztalataira építve a nemzeti ellenállás harcosaiból és Josip Broz Tito vezetésével a KPJ megszervezte a jugoszláv partizánmozgalmat. 1942 novemberében a partizánok pánjugoszláv népgyűlést hoztak létre és megalapították Jugoszlávia Népi Felszabadításának Antifasiszta Tanácsát (AVNOJ). A tanács elismerve az integrált jugoszlávizmus kudarcát az államépítés föderalista megközelítését alkalmazta.. Az 1944-ben és 1945-ben a jugoszláv emigráns kormánnyal kötött Tito–Šubašić-megállapodás megerősítette az AVNOJ döntését. A száműzetésben lévő kormányt a Demokratikus Szövetségi Jugoszlávia ideiglenes kormánya váltotta fel, Tito miniszterelnök vezetésével. A KPJ hivatalos politikája egy nemzetek feletti Jugoszlávia megteremtése volt, ahol a nemzeti identitást az osztályidentitás váltaná fel. A háború utáni szocialista Jugoszlávia, a formális és gyenge föderalizmus mellett, központosított volt. Az 1946-os jugoszláv alkotmány, melyet szerb, horvát, szlovén és macedón nyelvű felolvasással hirdettek ki, nem adott meg hivatalos nyelvet.

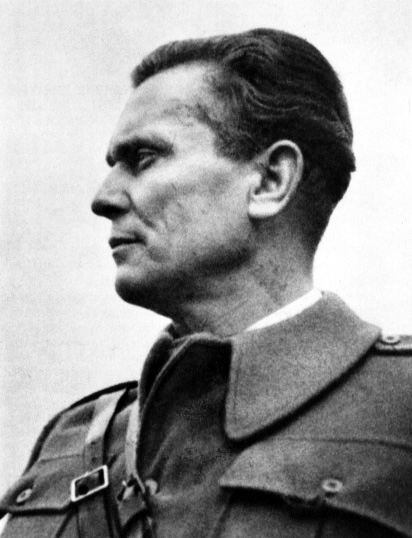
Josip Broz Tito 1942-ben

Tito külpolitikája Albánia integrálására, a görög kommunista gerillák támogatására, és a Bulgáriával való kapcsolatok kiszélesítésére törekedett, hogy potenciálisan egyesítse ezeket az országokat. Az 1947-es bledi megállapodás Bulgáriával, és a Jugoszláv Néphadsereg küszöbön álló bevetése Albániában politikai konfrontációt váltott ki a Szovjetunióval. Az összecsapás az 1948-as Tito–Sztálin-szakítással csúcsosodott ki. A szakadást inkább ideológiai, semmint geopolitikaiként mutatták be. Válaszul a KPJ megtisztította a pártot a valós és vélt szovjet támogatóktól és rezsimellenzőktől. Tito megértette, hogy a jugoszláv kormánynak különböznie kell a két világháború közötti centralizmustól és a szovjet típusú szocializmustól, ezért a KPJ bevezetve a szocialista önigazgatást, fokozatosan eltávolodott a pártcentralizmustól. Ez vitákhoz és hatalmi harchoz vezetett a (de)centralizáció szintjéről, amely egyre inkább egyenlővé tette a centralizmusért folytatott küzdelmet az unitarizmussal és a szerb érdekekkel más jugoszláv köztársaságok rovására. A KPJ 6. kongresszusán a párt meghirdette szerepének eltolódását az uralkodóból a vezetővé, decentralizálta struktúráját, és Jugoszláv Kommunisták Szövetségére (SKJ) nevezte át magát.

### A jugoszlávista propaganda
1953-ban Tito meg volt győződve arról, hogy a délszláv nemzetek egyesülni fognak. Amikor az SKJ ideológusa Milovan Đilas rámutatott, hogy Sándor király is így gondolta, Tito ragaszkodott ahhoz, hogy a két nézet között a szocializmus jelenti a különbséget. 1957 és 1966 között Titónak politikai konfliktusa alakult ki a szlovén Edvard Kardelj külügyminiszterrel és a szerb Aleksandar Ranković alelnökkel, Tito valószínű utódjával (szerb) szövetséges pártbeli csoportosulásokkal. Ranković az integrált jugoszlávizmust támogatta, azt állítva, hogy a délszláv egység az etnikai rokonságból fakad  Kardelj úgy gondolta, hogy a délszláv nemzeteket elsősorban az imperializmus elleni küzdelem közös érdeke köti össze.

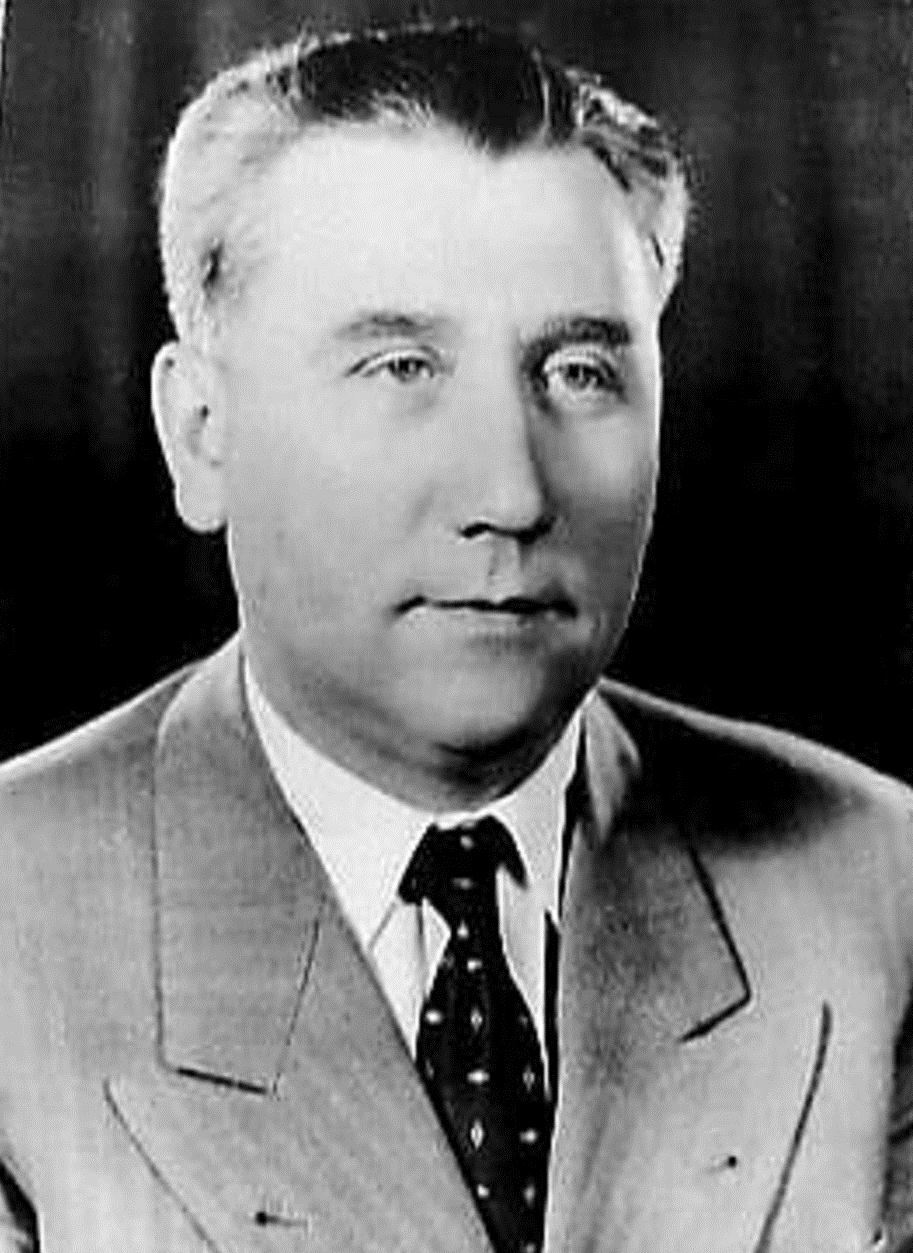
Aleksandar Ranković

1958-ban az SKJ centralizáltabbá vált azáltal, hogy visszavont a köztársaságok pártszervezeteinek adott több jogosítványt. A 7. kongresszuson közzétett pártprogram a formálódó jugoszláv tudatot méltatta, és cikksorozat jelent meg az egységes jugoszláv kultúra megteremtése mellett. Ezt követte az 1953-as népszámlálás során a jugoszláv nemzeti identitás lehetőségének bevezetése, és a rendszer által támogatott, Matica srpska és Matica hrvatska kulturális szervezetek közötti 1954-es újvidéki egyezmény szerbhorvát nyelvnek, mint egyetlen nyelvnek a bevezetéséről. A szocialista jugoszláv propaganda a föderalizmust unitarizmussal akarta felváltani,, de a szocialista jugoszlávizmus hívei nem fejezték ki nemzetépítési szándékukat.
A rezsim a szocialista önigazgatás közösségi érzése, illetve tudatossága és szeretete megnyilvánulásaként a „szocialista jugoszláv tudat”, és a „jugoszláv szocialista patriotizmus” fogalmát hirdette, mint olyan fogalmakat, amelyek nem kapcsolódnak nacionalizmushoz és etnicitáshoz. A jugoszláv szociálpatriotizmusról azt is állították, hogy az új jugoszláv nemzet létrehozása helyett a Jugoszláviában élő etnikai csoportok értékeit és hagyományait támogatja. Tito támogatta az „organikus jugoszlávizmus” koncepcióját, amely a nemzeti sajátosságok és a jugoszláv föderáció, mint közösség iránti vonzalom harmonikus szimbiózisa volt.

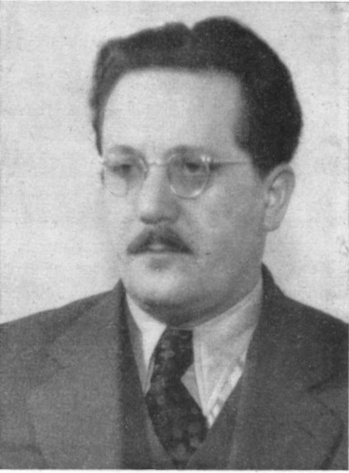
Edvard Kardelj 1949-ben

Az SKJ-n belüli vita a szövetség jövőjéről a nézetek domináns képviselői útján zajlott: Dobrica Ćosić olyan központosítást támogató nézeteket képviselt, amelyeket a vezető szerb kommunistának Jovan Veselinovnak és Titónak tulajdonítottak. A szlovén kommunista író Dušan Pirjevec, akit a szlovén kommunista vezető Boris Kraigher is támogatott, kiállt az ellentétes érv mellett. Ćosić azt állította, hogy a tagköztársasági érdekek követése Jugoszlávia felbomlásához vezet, és fenyegeti a Szerbián kívüli szerbeket; Pirjevec pedig Ćosićot unitarizmussal, a szerbeket pedig általában expanzionizmussal vádolta.
A Ćosić–Pirjevec vita a partizánkorszak „testvériség és egység” értelmezéseit tükrözte. A mottót akkoriban nagyrészt a forradalmi jelszavak helyett, háborús mozgósításra használták. A háború után a KPJ/SKJ ezzel hangsúlyozta a párt szerepét az ország nemzetei, különösen a szerbek és horvátok között, a jugoszláv testvériség és az egység megteremtésében. A szerbek azonban általában a mottót úgy értelmezték, hogy a délszláv nemzetek igazi testvérek, míg a horvátok, szlovének és mások nagyrészt úgy értelmezték, hogy arra utal, hogy a nemzetek olyan barátok és rokonok, akik egységben élnek.

### A centralista erők veresége
Az SKJ központi orgánumában a Borbában nyilvánosan bírálta a jugoszláv propagandát. A kampány, többségében szerb etnikumú támogatóit, azzal vádolták, hogy összeesküvést terveztek a föderáció felszámolására és a nagyszerb sovinizmus feltámasztására. Az ellenzék nagy része az SKJ tagköztársasági, horvátországi, macdóniai, szlovéniai és vajdasági pártszervezeteiből érkezett. 1963 elején Tito ugyan kénytelen volt nyilvánosan figyelmeztetni a sovinizmusra, és megnyugtatni a nem szerbeket, hogy nem szándékoznak összeolvasztani a délszláv nemzeteket, de mégis megvédte a jugoszlávizmust. 1964-ben, az SKJ 8. kongresszusán Tito és Kardelj bírálta a jugoszláv nemzetek egyesülésének, mint a bürokratikus centralizációnak a híveit, és az unitarizmus, valamint a hegemónia szószólóit. A jugoszlávizmust ezután a kongresszuson már nem is említették újra, és az SKJ hatásköreinek egy részét átadta köztársasági pártszervezeteinek. Az SKJ-rezsim a decentralizáció érdekében felhagyott a jugoszlávizmussal. Kardelj eszméihez csatlakozva csak Tito tudta megvédeni a jugoszlávizmust. Az összes többi támogatót az SKJ vezetése unitaristaként bélyegezte meg és elutasította.

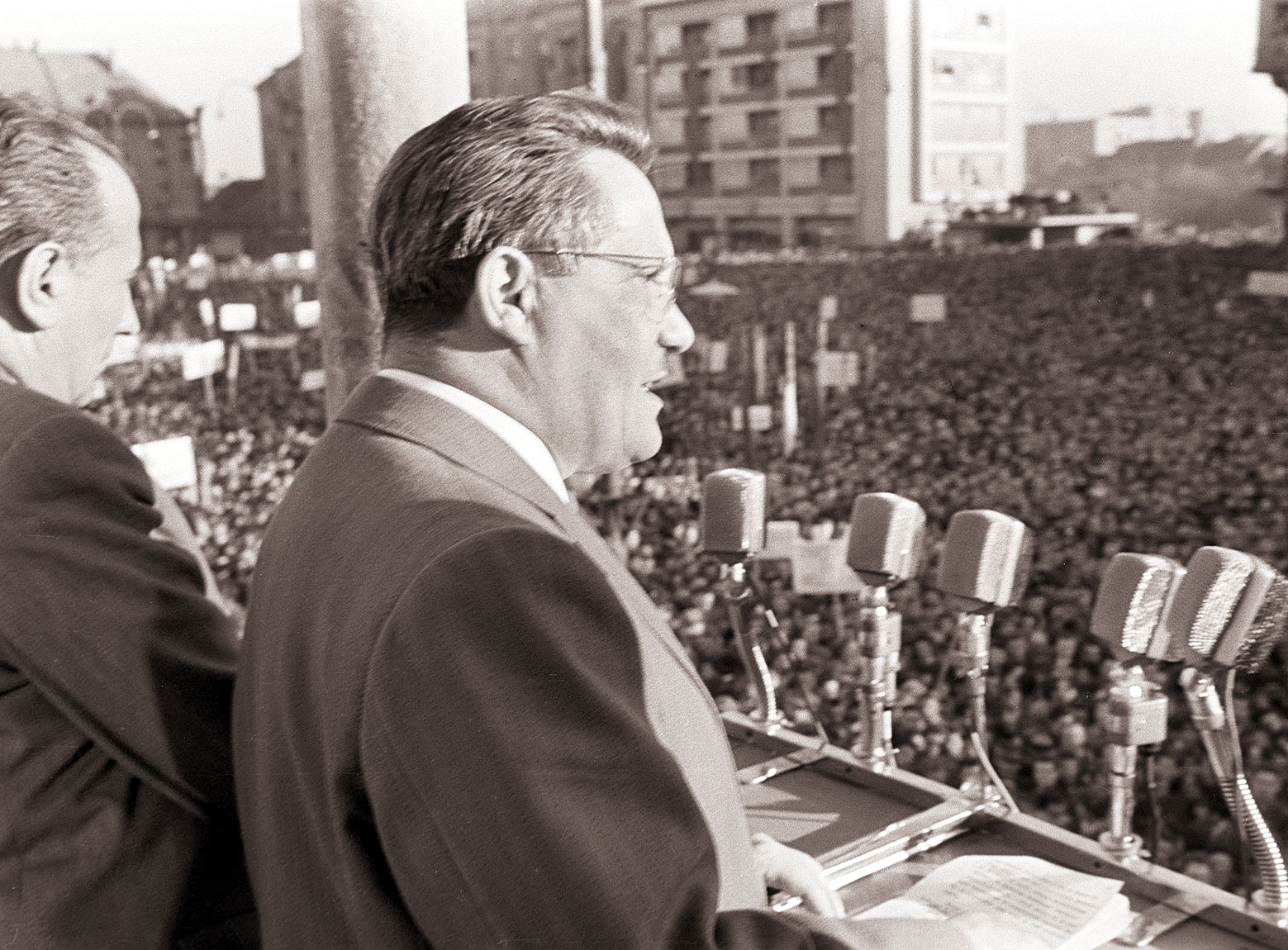
Edvard Kardelj beszédet mond a ZKJ és a SKOJ megalakulásának 40. évfordulóján Mariborban 1959-ben

1966 tavaszán Kardelj rávette Titót, hogy távolítsa el Rankovićot az SKJ központi bizottságából és Jugoszlávia alelnöki posztjáról. Rankovićot azzal vádolták, hogy összeesküvést szőtt a hatalom megszerzésére, figyelmen kívül hagyta a 8. kongresszus határozatait, és közvetlenül vagy szövetségesein keresztül visszaélt az Állambiztonsági Szervezet élén betöltött pozíciójával. Azzal vádolták, hogy illegálisan lehallgatta az SKJ vezetését, köztük Titót, majd vezetői posztjáról eltávolították, és kizárták az SKJ-ből. Ranković eltávolításával Tito Jugoszlávia nagyobb fokú decentralizálását tűzte ki célul. Az SKJ Rankovićot minden korábbi posztján ugyan szerbekre cserélte, de menesztését Szerbiában általában a szerb vereségként értékelték, ami haragot eredményezett. A tagköztársasági vezetők, köztük Szerbia is Kardeljt támogatták Ranković ellen, mert egyedül egyikük sem tudta hatékonyan befolyásolni a főleg Tito irányításával működő szövetségi kormányt. Úgy tekintettek Ranković kiszorítására, mint arra a lehetőségre, hogy korlátozzák a jövőbeli szövetségi hatalmat azáltal, hogy kizárják annak lehetőségét, hogy bárki örökölje Tito tekintélyét.

### A horvát tavasz
1967-ben és 1968-ban módosították a jugoszláv alkotmányt, csökkentve a szövetségi hatalmat az azt alkotó köztársaságok javára. Ezt nem sokkal követte a Szerb Kommunisták Szövetsége új vezetésének politikája, akik a gazdasági reformokat és a más köztársaságok ügyeibe való be nem avatkozás politikáját támogatták. Az SKJ 9. kongresszusán 1969-ben a horvát és macedón pártszervezetek nyomást gyakoroltak az SKJ-re, hogy a döntéshozatal során alkalmazza az egyhangúság elvét, vétójogot adva a tagköztársasági pártszervezetek számára. További horvát gazdasági igények merültek fel, amelynek középpontjában a szövetségi költségvetéshez való kevesebb hozzájárulás,, valamint Jugoszlávia-szerte a horvátok alulreprezentáltsága a rendőrségben, a biztonsági erőkben, a hadseregben, valamint a politikai és gazdasági intézményekben állt. Az 1960-as évek végére a horvát média és a hatóságok Horvátország és a szövetségi kormány közötti gazdasági kapcsolatokat egyre inkább etnikai harcnak minősítették. Tovább rontott a helyzeten a horvát nacionalisták valódi felfogása a horvát nemzeti érzelmeket, nyelvet és Horvátország területét érintő kulturális és demográfiai fenyegetésekről.

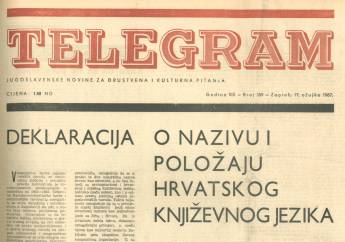
A Telegram 1967. március 17-i száma címlapján a horvát irodalmi nyelv nevéről és helyzetéről szóló nyilatkozattal

A vita fő tárgyát az 1967-ben aláírt újvidéki egyezményen alapuló Szerb-horvát irodalmi és népnyelvi szótár első két kötete jelentette, melyek vitákat váltottak ki arról, hogy a horvát külön nyelv-e. A szótár a gyakori horvát kifejezéseket kizárta, vagy helyi nyelvjárásként kezelte, míg a szerb változatokat standardként mutatta be. Tovább szította a nemzeti érzelmeket az 1966-os szerbhorvát szótár, amelyet Miloš Moskovljević adott ki azzal, hogy kihagyta a szókincsből a „horvát” kifejezést. A 130 horvát nyelvész által válaszul kiadott Nyilatkozat a horvát irodalmi nyelv nevéről és helyzetéről bírálta az 1967-es szótárt, és felszólította a horvát nyelvnek Horvátországban önálló és hivatalos nyelvként való formális elismerését. A nyilatkozat a megnövekedett horvát nacionalizmus négy éven át tartó időszakának kezdetét jelentette, amelyet általában horvát tavaszként emlegetnek. Matica srpska, a legrégebbi szerb nyelv kulturális-tudományos intézmény, arra az álláspontra helyezkedett, hogy a horvát nyelv csak a szerb nyelv dialektusa, a Matica hrvatska pedig 1970-ben kilépett az újvidéki megállapodásból. Új horvát szótárt és helyesírást adott ki, amit elítélt Szerbia, de a Horvát Kommunisták Szövetsége jóváhagyta azt.
1971 decemberében Tito leverte a horvát tavaszt, és lemondásra kényszerítette a horvát vezetést. A politikusok, tisztviselők, médiaszakemberek, írók, filmesek és egyetemi dolgozók ellen irányuló tisztogatások egészen 1972 végéig tartottak. 1972 elején Szlovéniában, Macedóniában és Szerbiában eltávolították vagy lemondásra kényszerítették a reformereket. Ennek ellenére a reformer vívmányokat az 1974-es alkotmány megőrizte.

### Jugoszlávia szétesése

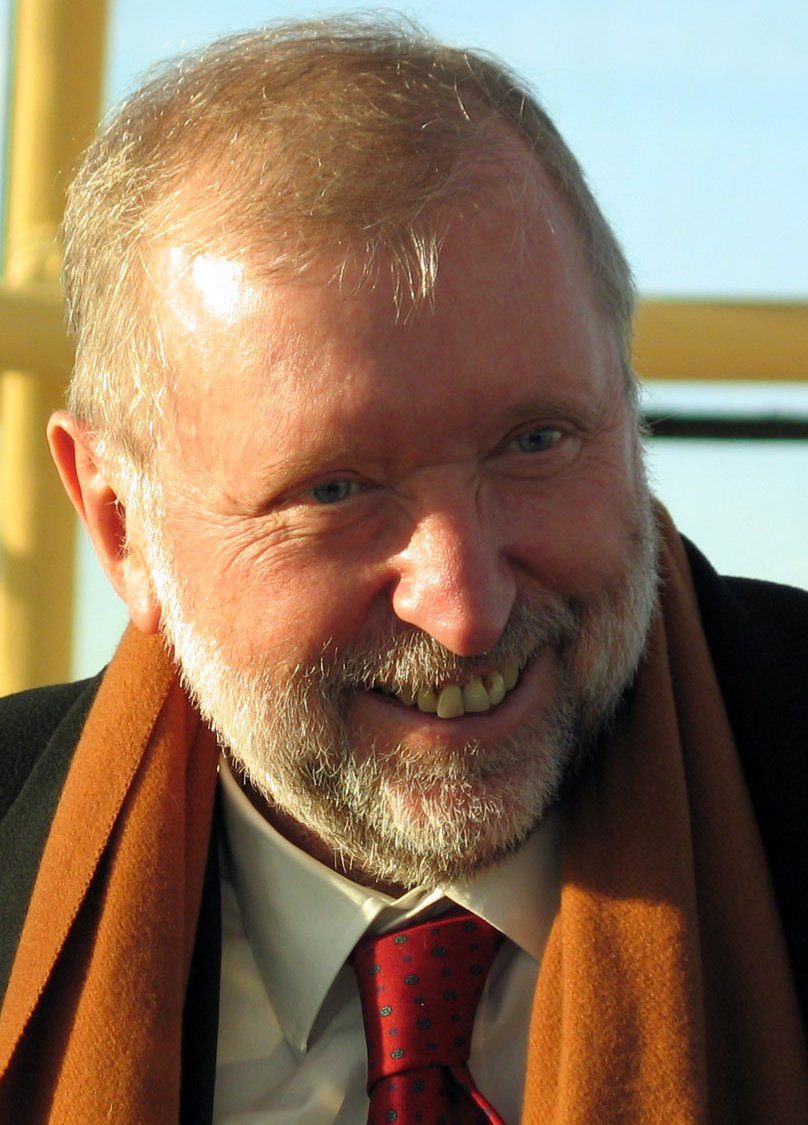
Dimitrij Rupel szerkesztő, a Hozzájárulások a szlovén nemzeti programhoz című könyv szerzője a jugoszlávizmust a szlovén identitás veszélyeként azonosította

1987-ben a szlovén Nova Revija szerkesztői, Niko Grafenauer és Dimitrij Rupel a folyóirat különkiadásaként megjelentették a Hozzájárulások a szlovén nemzeti programhoz című kiadványukat. Az antikommunista értelmiségiek egy sor cikkben érveltek Szlovénia függetlensége mellett, és a jugoszlávizmust jelölték meg a szlovén identitás legfőbb veszélyeként. Szlovénia lakosságának nagy része támogatta ezt a nézetet. A szlovén jobbközép DEMOS koalíció,, amely megnyerte az 1990-es szlovén parlamenti választásokat, támogatta ezeket a nézeteket. A Horvát Szociáldemokrata Párt (a megreformált Horvátországi Kommunisták Szövetsége, mely korábban az SKJ tagköztársasági szervezete volt) megpróbált közvetíteni a Szlovénia és a Slobodan Milošević vezette Szerbia közötti kompromisszumos javaslat megfogalmazásával. A szlovén és a horvát parlamenti választást elválasztó hetekben ezt Horvátországban gyengeségnek tekintették, és az expanziós szerb nacionalizmus megnyilvánulásainak ellensúlyaként növelte a Franjo Tuđman vezette nacionalista Horvát Demokratikus Közösség (HDZ) népszerűségét. A HDZ Jugoszlávia felszámolása helyett a jugoszlávizmus „kötelező testvériségként” való felszámolását hirdette.
A függetlenség nemzetközi támogatásának hiányában a szlovén és a horvát vezetés Jugoszlávia konföderációs reformját javasolta, de az eltérő körülmények megnehezítették a horvát-szlovén együttműködést. Szlovéniának nem volt nagy szlovén lakossága Jugoszlávia más részein, ezért nem volt oka másokkal tárgyalni. Milošević és szövetségesei a jugoszláv elnökségben, amelynek elnöke Borislav Jović volt, eltérően viszonyultak a két köztársasághoz. Szlovéniában – Horvátországgal ellentétben – nem volt jelentős szerb kisebbség, Jović pedig támogatta függetlenségét. Ugyanebben az időben Horvátországban a túlnyomórészt szerbek által lakott területeken rönkforradalom néven szerb lázadás is zajlott. Szlovénia, Horvátország és Szerbia 1990–1991-ben Jugoszlávia megőrzése érdekében tárgyalt. Szlovénia és Horvátország konföderációs rendszert javasolt, de csak azért, mert politikailag nehéz volt nyíltan Jugoszláv-ellenesnek lenni. Ez a Jugoszlávia valamilyen formában történő megőrzésére irányuló erőfeszítés a nemzetközi közösség nyomásából eredt. A konföderációs reformjavaslat egyre inkább megvalósíthatatlanná vált, mivel Milošević elutasította azt, de támogatta Jugoszlávia recentralizációját, és a Ranković 1966-os bukása előtt létező politikai rendszer visszaállítását javasolta. 1988–1994-ben a szerb értelmiségiek sikertelenül javasolták a jugoszláv eszmék állami politikaként való visszaállítását.

## Fordítás
Ez a szócikk részben vagy egészben  a   Yugoslavism című angol Wikipédia-szócikk ezen változatának fordításán alapul.  Az eredeti cikk szerkesztőit annak laptörténete sorolja fel. Ez a jelzés csupán a megfogalmazás eredetét és a szerzői jogokat jelzi, nem szolgál a cikkben szereplő információk forrásmegjelöléseként.